# Jasło
Jasłoⓘ – miasto w południowo-wschodniej Polsce, w województwie podkarpackim, siedziba powiatu jasielskiego, położone w obrębie Dołów Jasielsko-Sanockich. Znajduje się ono na wysokości od 225 do 380 m n.p.m. w miejscu połączenia trzech rzek: Wisłoki, Ropy oraz Jasiołki. Według danych GUS z 31 grudnia 2024 r. Jasło liczyło 32 378 mieszkańców i miało powierzchnię 36,52 km². Patronem miasta jest św. Antoni z Padwy.

## Położenie
Powierzchnia miasta wynosi 36,52 km². Miasto stanowi 4,41% powierzchni powiatu. W granicach administracyjnych miasta funkcjonuje 16 osiedli: Bryły, Brzyszczki, Gamrat, Gądki, Górka Klasztorna, Hankówka, Kaczorowy, Kopernika, Krajowice, Mickiewicza, Niegłowice, Rafineria, Sobniów, Śródmieście, Ulaszowice i Żółków. W latach 1975–1998 miasto administracyjnie należało do województwa krośnieńskiego.
Jasło leży w ziemi krakowskiej historycznej Małopolski.

### Struktura powierzchni
Według danych z roku 2014 Jasło ma obszar 36,65 km², w tym:
- użytki rolne: 68%
- użytki leśne: 5%

### Toponimia
W pierwszych źródłach nazwa pojawia się w 1262 w postaci Jasieł. W XIV-wiecznym dokumencie lokacyjnym występuje nazwa w jęz. niemieckim Jessel, Ieschil (1325). Nazwa jest pochodzenia słowiańskiego i pochodzi od nazwy rzeki przepływającej przez miasto; przypuszczalnie powstała od wyrazu jasny (błyszczący), a konkretnie od prasłowiańskiego (J)ě(d)s z przyrostkiem ъlъ, co odpowiada polskim elementom: Jeś- || Jaś- i przyrostkowi -eł; jasieł „jasny, czysty”.
Wyraz „jesło” w okresie przedpolskim oraz staropolski wyraz „jasło” oznaczał „żłób” i pochodzi od czasownika „jeść” (utworzony na tej samej zasadzie jak słowo „mydło” od czasownika „myć”). Wyraz nie występuje w języku polskim, jedynie jego rzadko używane zdrobnienie „jasełka”.

## Historia
Po raz pierwszy nazwę Jasła zapisano w zabytku średniowiecznym, opiewającym Miracula Sancti Stanislai, wymieniając w nim również imiona jaślan, a wśród nich Gotszalka, noszącego tytuł archiprezbitera jasielskiego. Istotnym szczegółem w okresie rozwoju posiadłości klasztornych w powiecie jasielskim jest to, że wśród nich znalazło się również Jasło. Pierwszą wzmiankę o tym znajdujemy w roku 1262, w przywileju Bolesława Wstydliwego dla klasztoru cysterskiego w Koprzywnicy. Nadaje on osadzie Jasiel przywilej skarbowy i sądowy. Z innych dokumentów wynika, że cystersi otrzymać musieli tę osadę już w tzw. Fundatio primaeva, czyli w roku 1185. W każdym razie w połowie XIII wieku Jasło – zwane wtedy Jasiel lub Jasioł – było osadą o niemałym znaczeniu gospodarczym. Tu mianowicie znajdowało się jedno z ważnych małopolskich targowisk. W roku 1262 Bolesław Wstydliwy wystawił przywilej dla Jasła. Immunitet ten obejmował zwolnienia od monarszych ciężarów ekonomiczno-wojskowych, podatkowych i sądowych. Jasło miało się stać osadą o tzw. „wydzielonej gminie i mieście na prawie polskim”, a jego mieszkańcy mieli zwać się od tej pory obywatelami (łac. cives).
Organizacja miejska Jasła, której skąpe ślady zachowały się w źródłach u schyłku XIV wieku i później, zawdzięczała swój początek dokumentowi Kazimierza Wielkiego wystawionemu w Sanoku 26 kwietnia 1365 roku. Tym dokumentem nadał król miasteczku Jasłu prawo niemieckie. W 1367 zwolnił je od ceł, zaś w 1368 r. dokonał formalnej zamiany miasta z cystersami. Zamiana ta została ostatecznie załatwiona w roku 1374 przez Elżbietę, królową regentkę, która dała cystersom odszkodowanie w postaci miasteczka Frysztak i wsi sąsiednich: Glinik i Kobyle. Połączenie części królewskiej i zakonnej miasta zostało w ten sposób zalegalizowane i stworzyło nowe podstawy organizacyjne miasteczka.

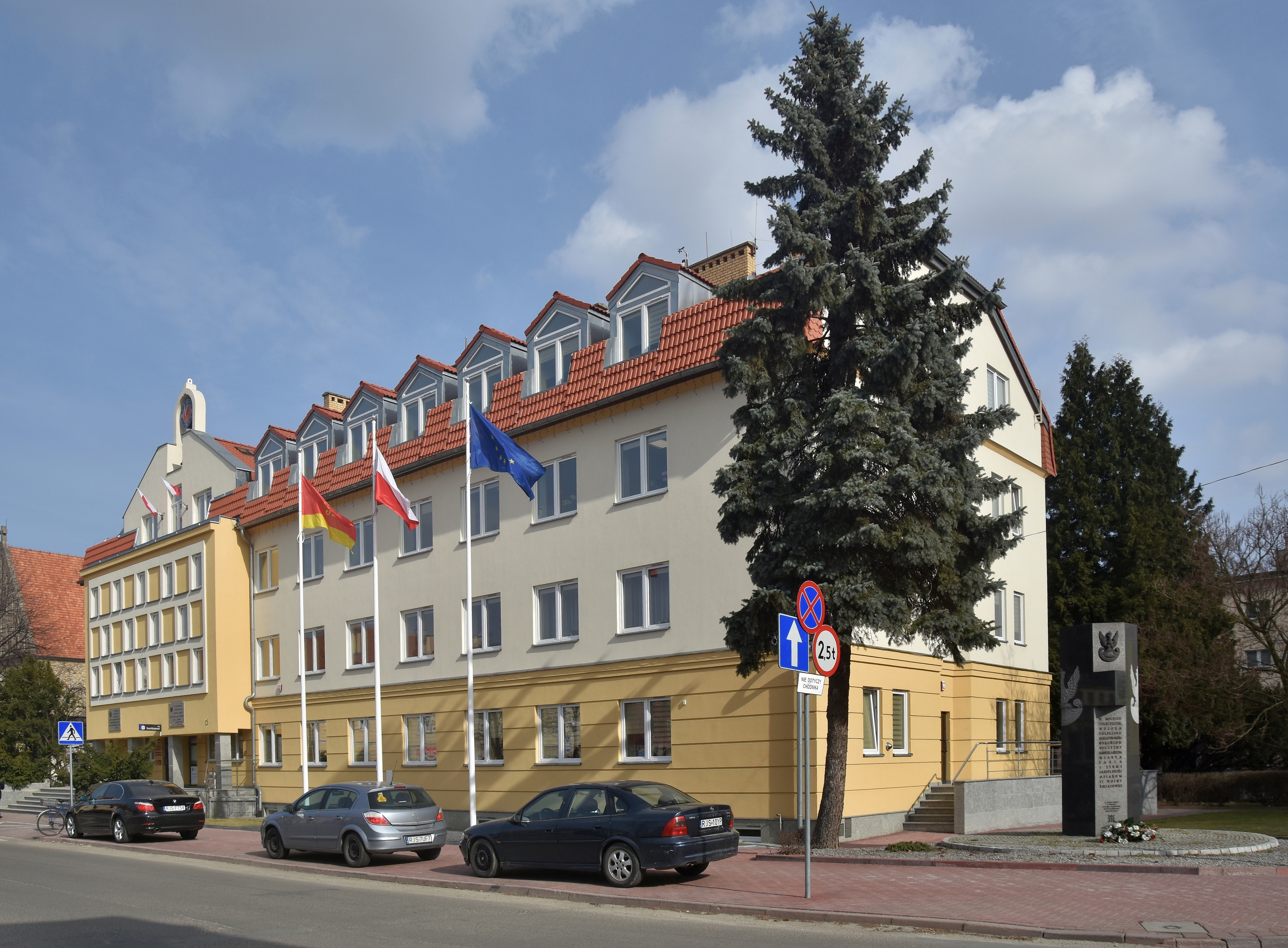
Urząd Miejski
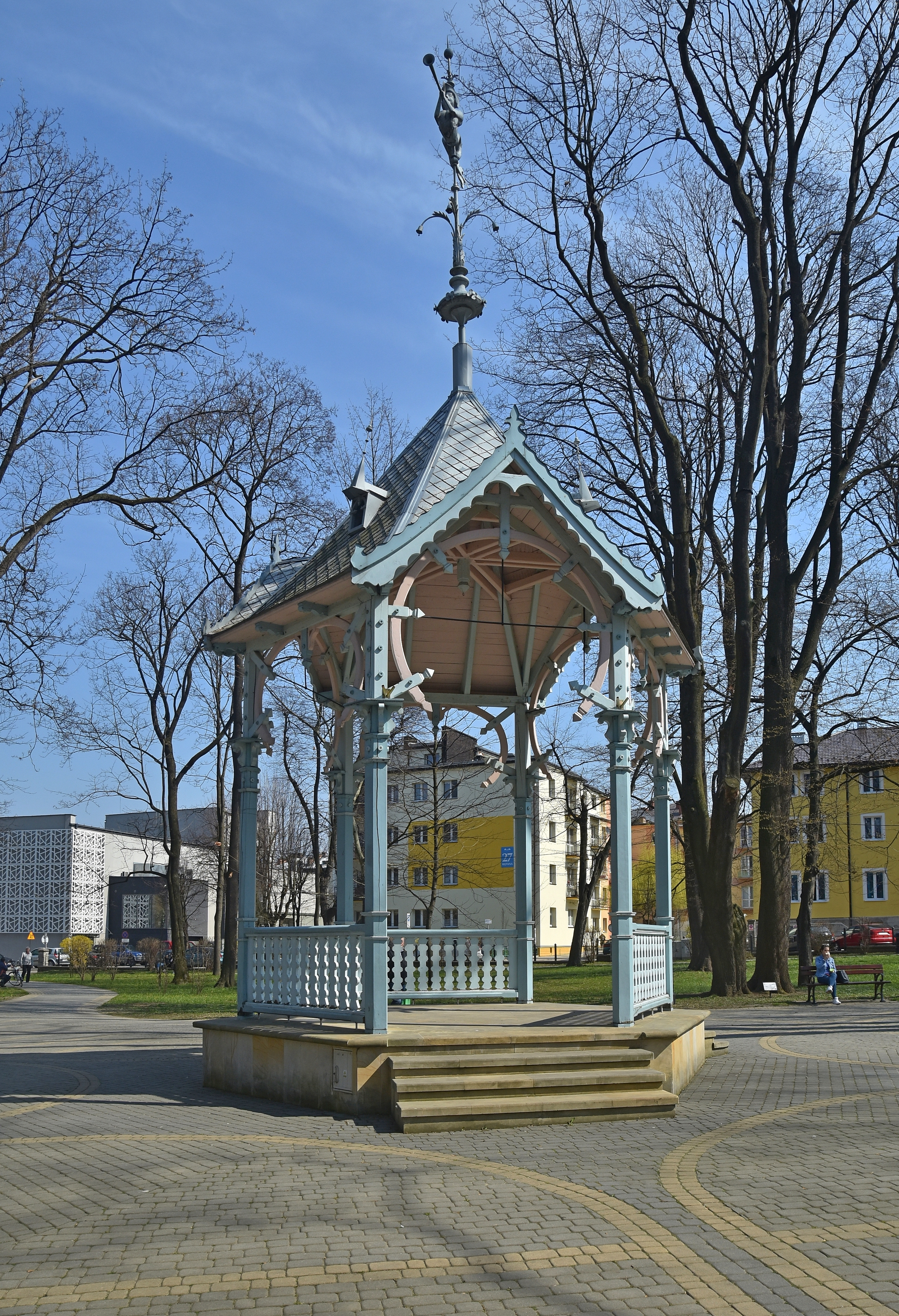
Park miejski, glorietka z 1900
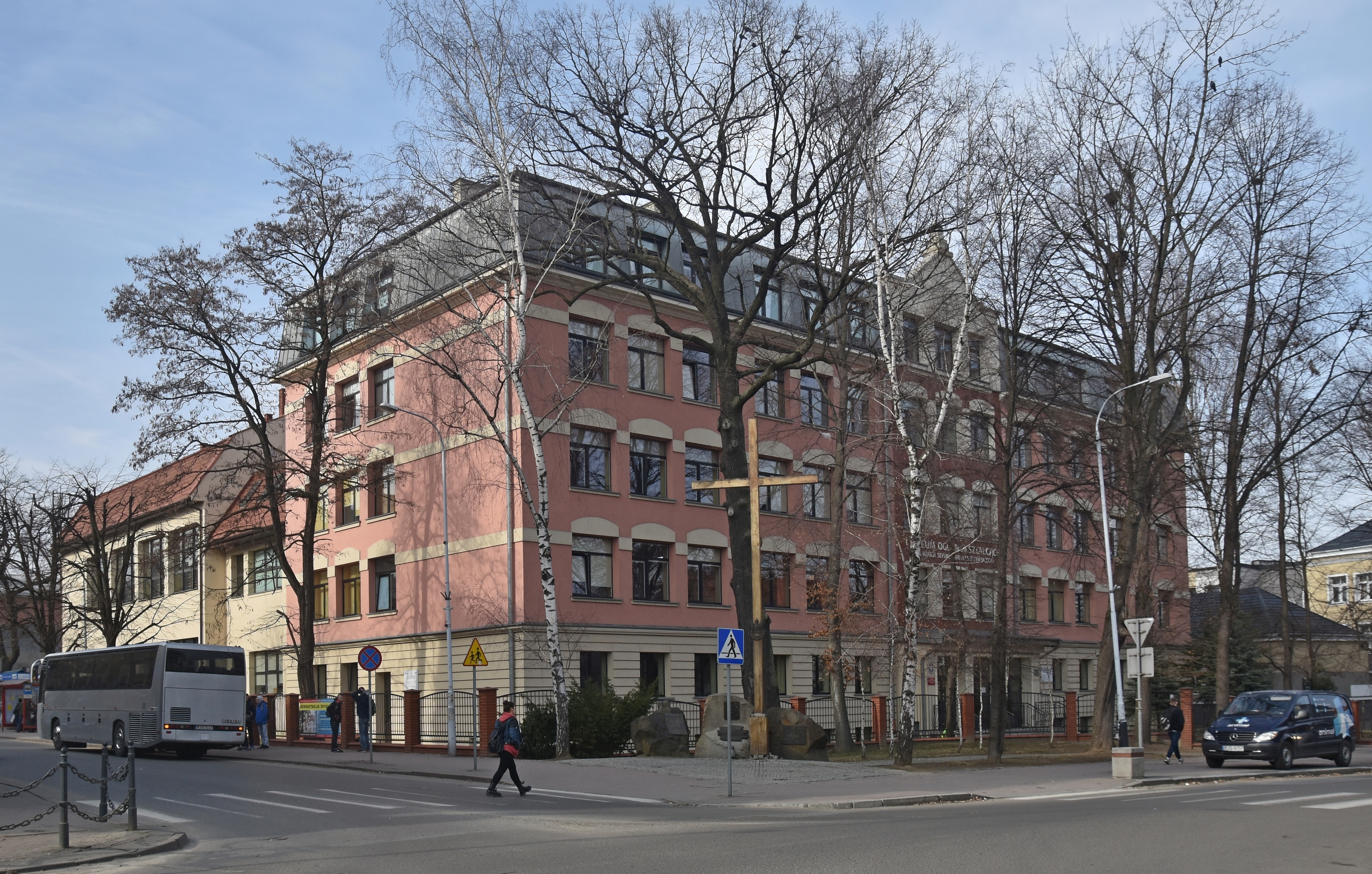
I LO w Jaśle, dawne gimnazjum

Parafia powstała w Jaśle przed 1325 rokiem, wcześniej Jasło należało do parafii w Zręcinie. Parafię jasielską niewątpliwie uposażyli biskup krakowski i król Władysław Łokietek. Pleban jasielski posiadał jako uposażenie nadany mu – być może w roku 1366 – folwark, przynajmniej jednołanowy z rolami i trzema sadzawkami, a ponadto pobierał dziesięcinę i meszne. W XVI wieku u zbiegu dzisiejszych ulic PCK, Szajnochy i Jagiełły zbudowano w Jaśle dwór obronny.
W latach 1648–1772 Jasło przeżywało okres upadku. Kilkakrotne okupacje Jasła: najpierw w roku 1655 przez wojska szwedzkie, potem w 1657 r. przez oddziały siedmiogrodzkie Jerzego II Rakoczego, a na początku XVIII w. ponownie przez wojska szwedzkie Karola XII, zrujnowały miasto doszczętnie. W dobie konfederacji barskiej, w latach 1768–1772, miasto znowu było narażone na zniszczenia ze strony zarówno konfederatów jak i Rosjan.
W wyniku I rozbioru Polski w 1772 r. Jasło stało się częścią Austrii, wchodząc w skład Galicji.
II połowa XIX wieku to czas autonomii galicyjskiej, zarazem okres szybkiego rozwoju miasta – powstały obiekty użyteczności publicznej, Kasa Oszczędności, Sąd Rejonowy, w latach 1896–1897 został założony Park Miejski. Niezmiernie ważnym bodźcem prorozwojowym było także otwarcie w 1884 r. tzw. Kolei transwersalnej, a następnie w 1890 r. linii kolejowej z Jasła do Rzeszowa. Ważnym wydarzeniem w historii miasta było założenie w roku 1868 gimnazjum (obecnie I Liceum Ogólnokształcące). We wrześniu 1900 roku Jasło wizytował władca austro-węgierski Franciszek Józef. W roku 1910 został założony klub piłkarski Czarni Jasło.

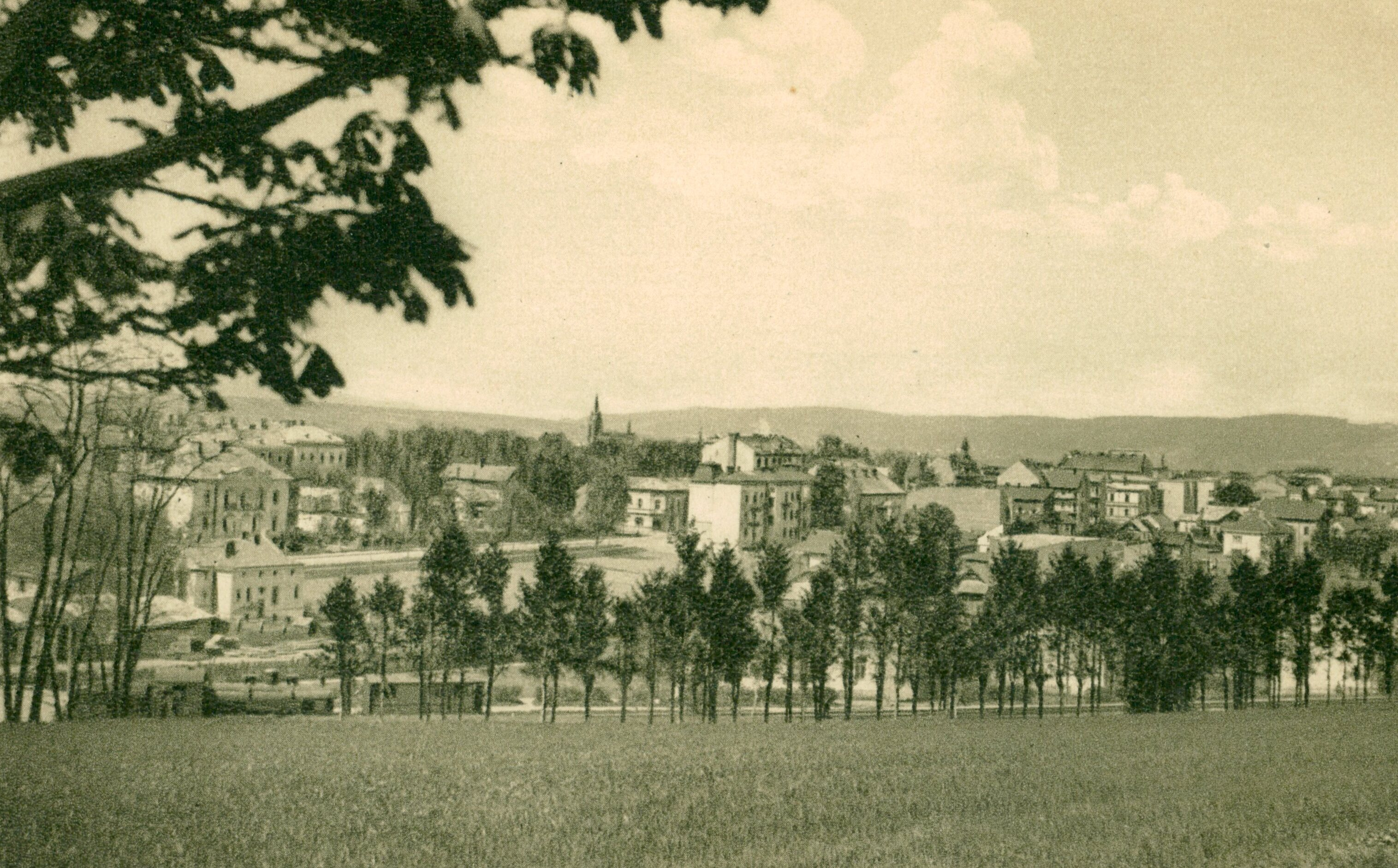
Widok ogólny, przed 1930
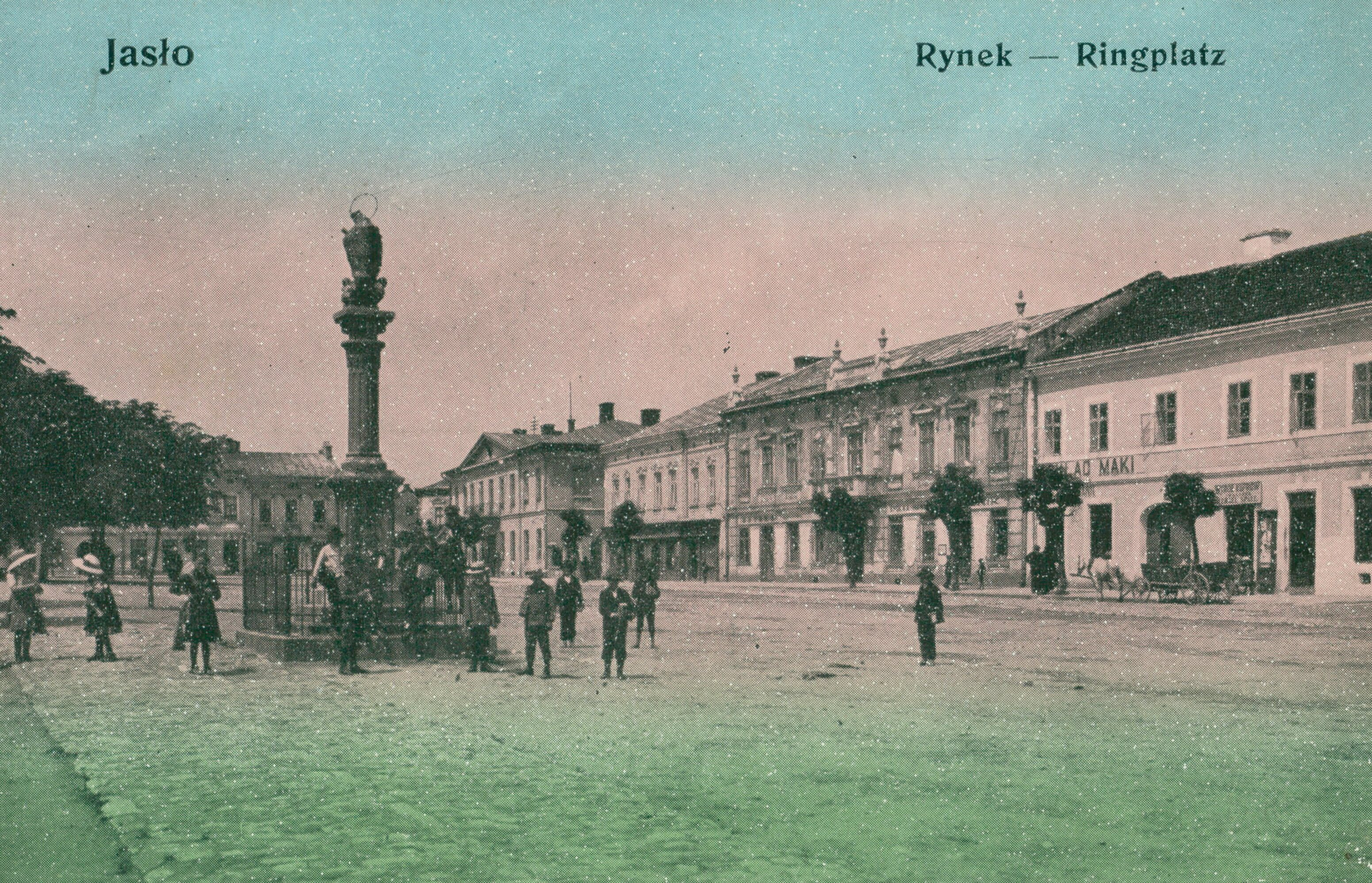
Rynek, przed 1918
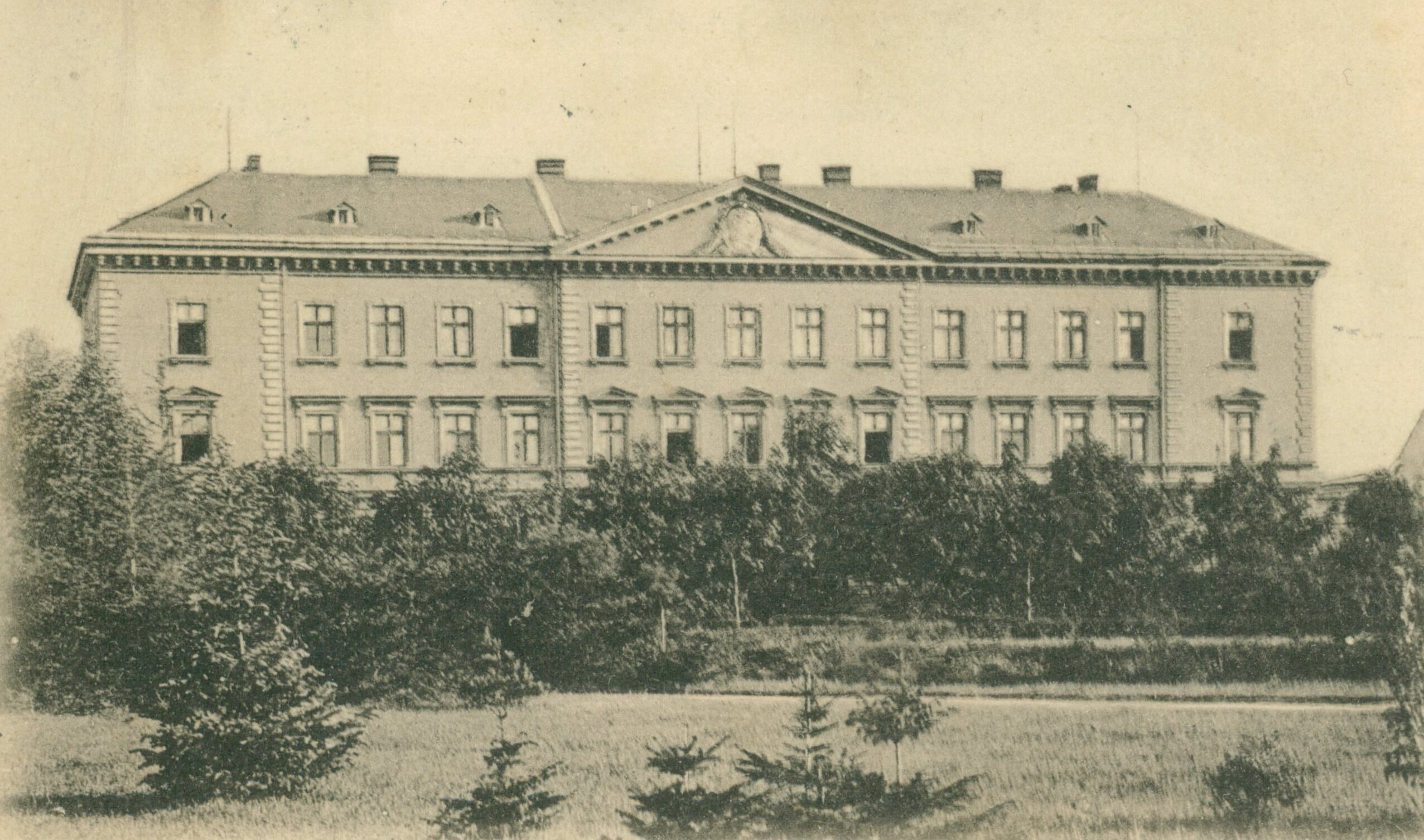
Sąd obwodowy, 1900
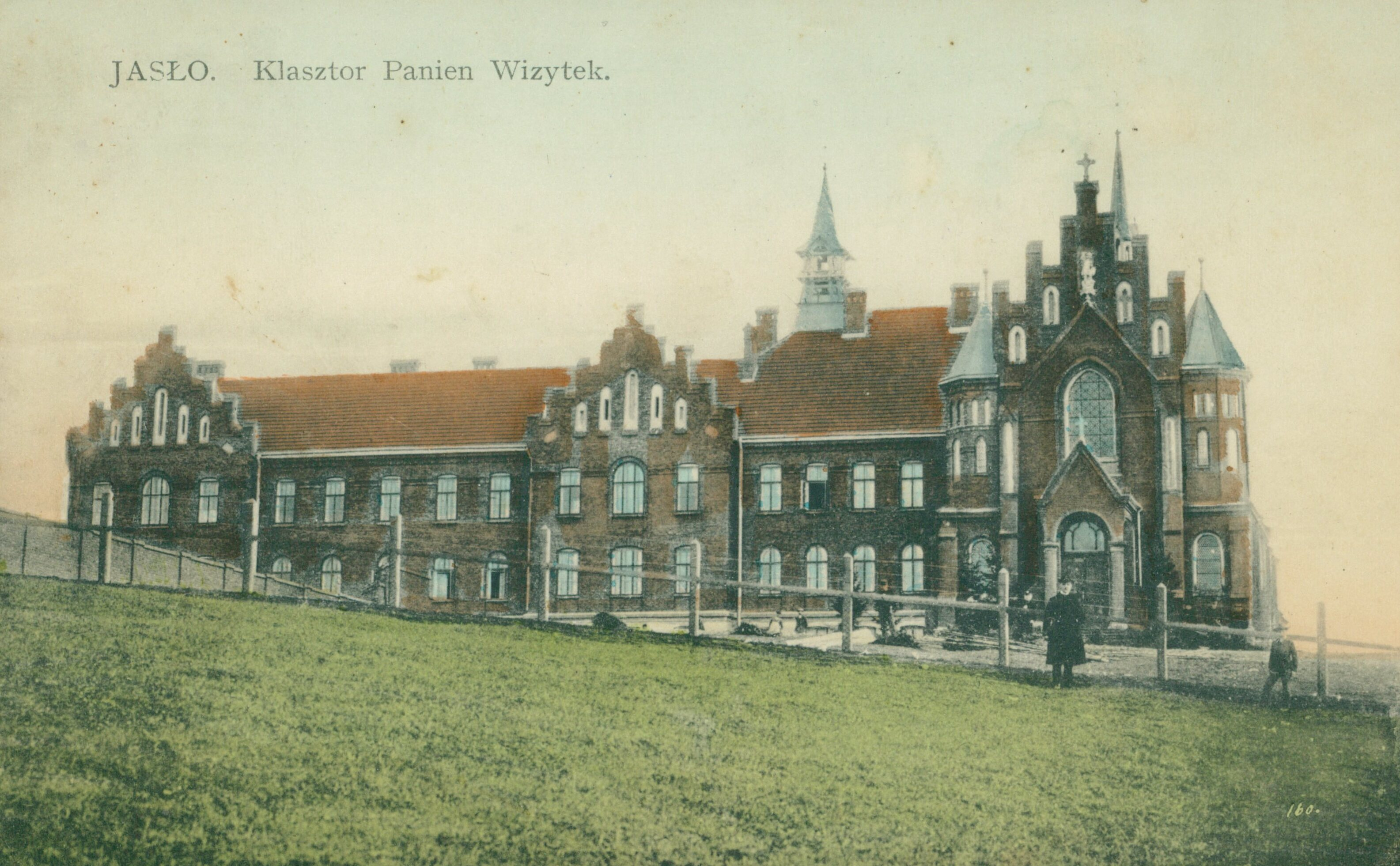
Klasztor Panien Wizytek, 1917

### II wojna światowa
Po wybuchu II wojny światowej władze opuściły miasto, mieszkańcy wybrali na burmistrza radnego miejskiego i zasłużonego dla Jasła architekta Stanisława Leszczyc-Macudzińskiego. Sprawował on swój urząd przez 73 dni, przez władze hitlerowskie był uznawany za burmistrza komisarycznego do czasu aresztowania pod pretekstem ukrywania wyposażenia placówek pedagogicznych w synagodze jasielskiej, która została podpalona przez SS.
W ramach tzw. „dzikiej” akcji wysiedleńczej Polaków z obszaru Kraju Warty w grudniu 1939 r. na teren dzisiejszego województwa podkarpackiego trafiła bliżej nieokreślona liczba osób. Na pewno jeden transport przyjechał z Łodzi. Ogólnie, przez Kraków, został skierowany do Krosna, ale część ludzi wysadzono w Jaśle. W następnych miesiącach część z nich powróciła do miejsca zamieszkania lub w pobliże. Prawdopodobnie drugi transport miał miejsce w lutym 1940 roku. Tych ludzi ulokowano w jasielskim klasztorze. Również i część z nich powróciła do miejsca zamieszkania. Ilu pozostało do końca wojny lub na stałe w Jaśle, nie wiadomo. Zachowały się na ten temat tylko szczątkowe informacje, przede wszystkim wspomnienia wysiedlonych.
W nocy z 5 na 6 sierpnia 1943 roku oddział Armii Krajowej pod dowództwem por. Zenona Soboty „Korczaka” dokonał napadu na więzienie w Jaśle. Akcja nosiła kryptonim „Pensjonat”. Członkowie AK przebrani w mundury niemieckie oraz mówiący po niemiecku dostali się do wnętrza budynku wprowadzając w błąd strażników więziennych, po czym rozbroili ich. Uwolnili 120 więźniów. Akcja zakończyła się sukcesem i więźniowie znaleźli schronienie w okolicznych lasach.
Wrzesień i październik 1944 roku to w Jaśle czas nasilania się niemieckiego terroru i początek akcji wysiedleńczej w rejonie. Wysiedlono najpierw mieszkańców okolicznych wiosek znajdujących się w strefie przyfrontowej, a 13 września zaczęto wysiedlać ludność z Jasła. Po wysiedleniu mieszkańców Niemcy rozpoczęli rabunek i niszczenie opustoszałego miasta. Podpalali i wysadzali w powietrze budynki publiczne i domy prywatne – było to działanie systematyczne i zaplanowane. Jasło zostało zniszczone w 97%. W 24. rocznicę zburzenia Jasła przez hitlerowców Rada Państwa PRL odznaczyła miasto Krzyżem Grunwaldu III klasy „za walkę o wolność i sprawiedliwość społeczną.
Po walkach 15–16 stycznia 1945 roku miasto w ramach operacji lwowsko-sandomierskiej zostało zajęte przez oddziały 38 Armii 4 Frontu Ukraińskiego (po wojnie ku ich czci wzniesiono Pomnik Wdzięczności w parku miejskim). W walkach wzięły też aktywny udział 2, 4 i 5 pułki artyleryjskie I Czechosłowackiego Korpusu Armijnego (co upamiętnia podarowany przez Czechosłowacką Armię Ludową pomnik-armata na pl. Żwirki i Wigury; dzień 15 stycznia w okresie PRL był obchodzony w Jaśle jako „Dzień Artylerii Czechosłowackiej”). Po wojnie miasto zostało odbudowane.
Po roku 1989 oba pomniki zostały zdemontowane.

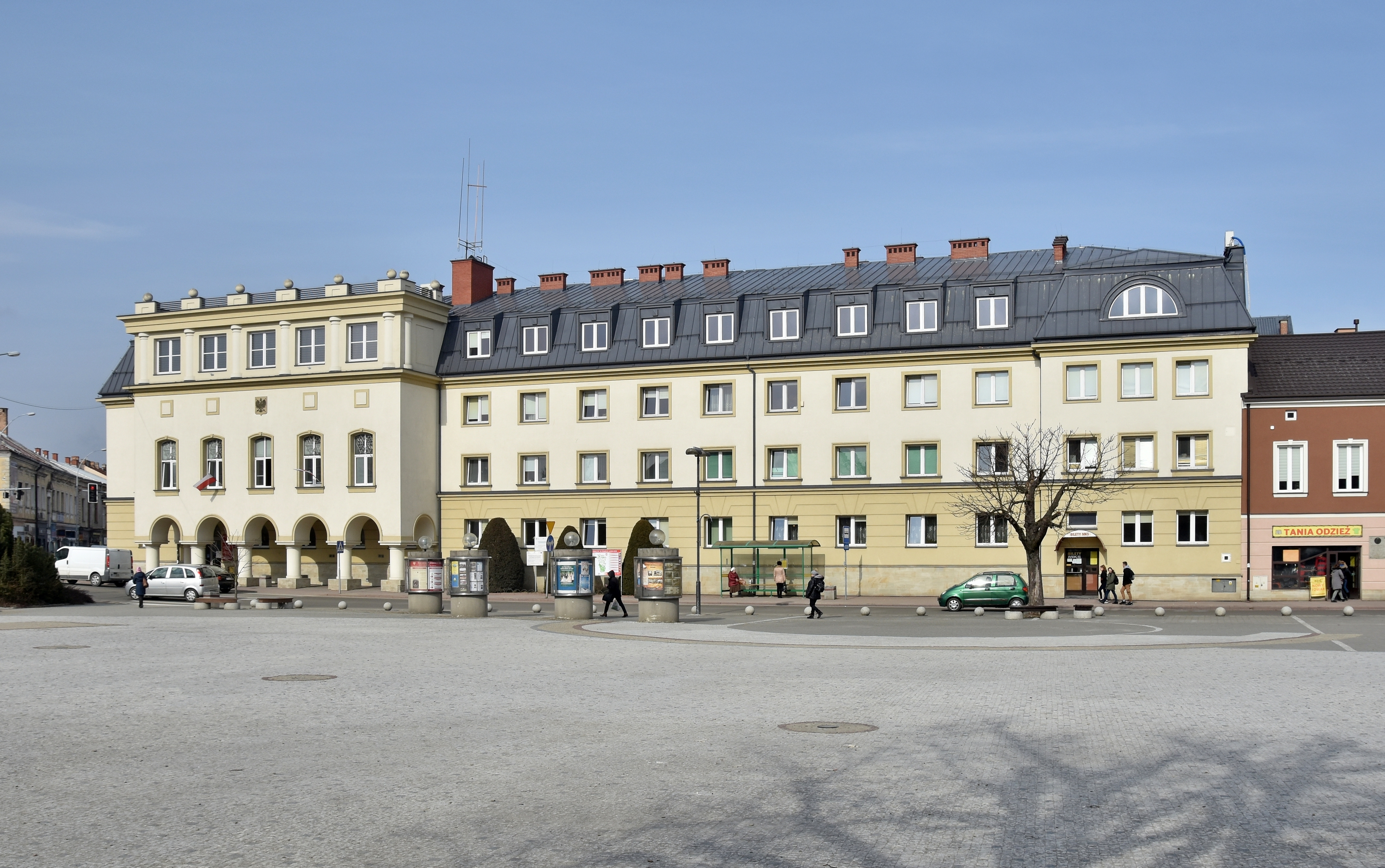
Siedziba Starostwa Powiatowego
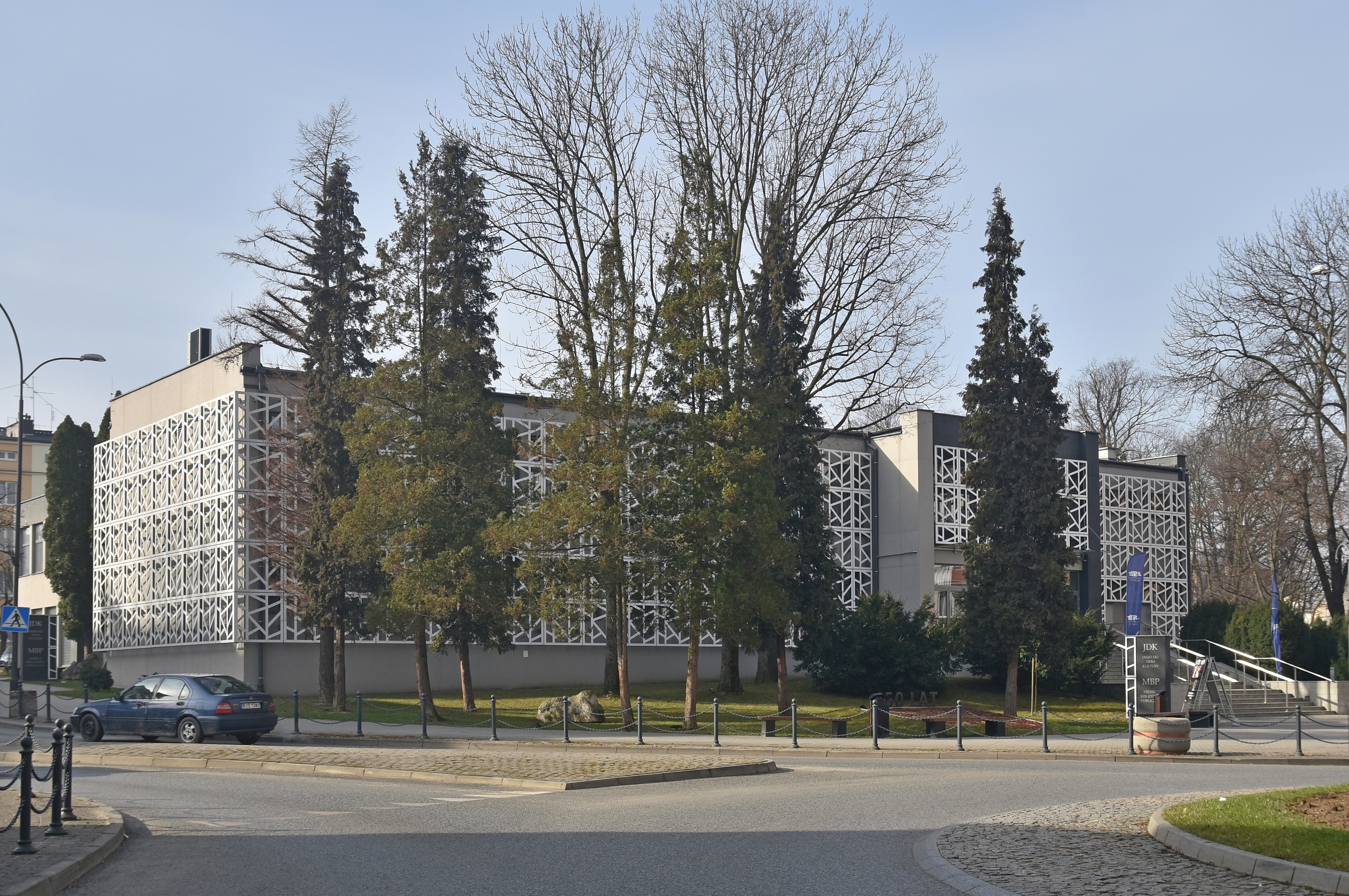
Jasielski Dom Kultury
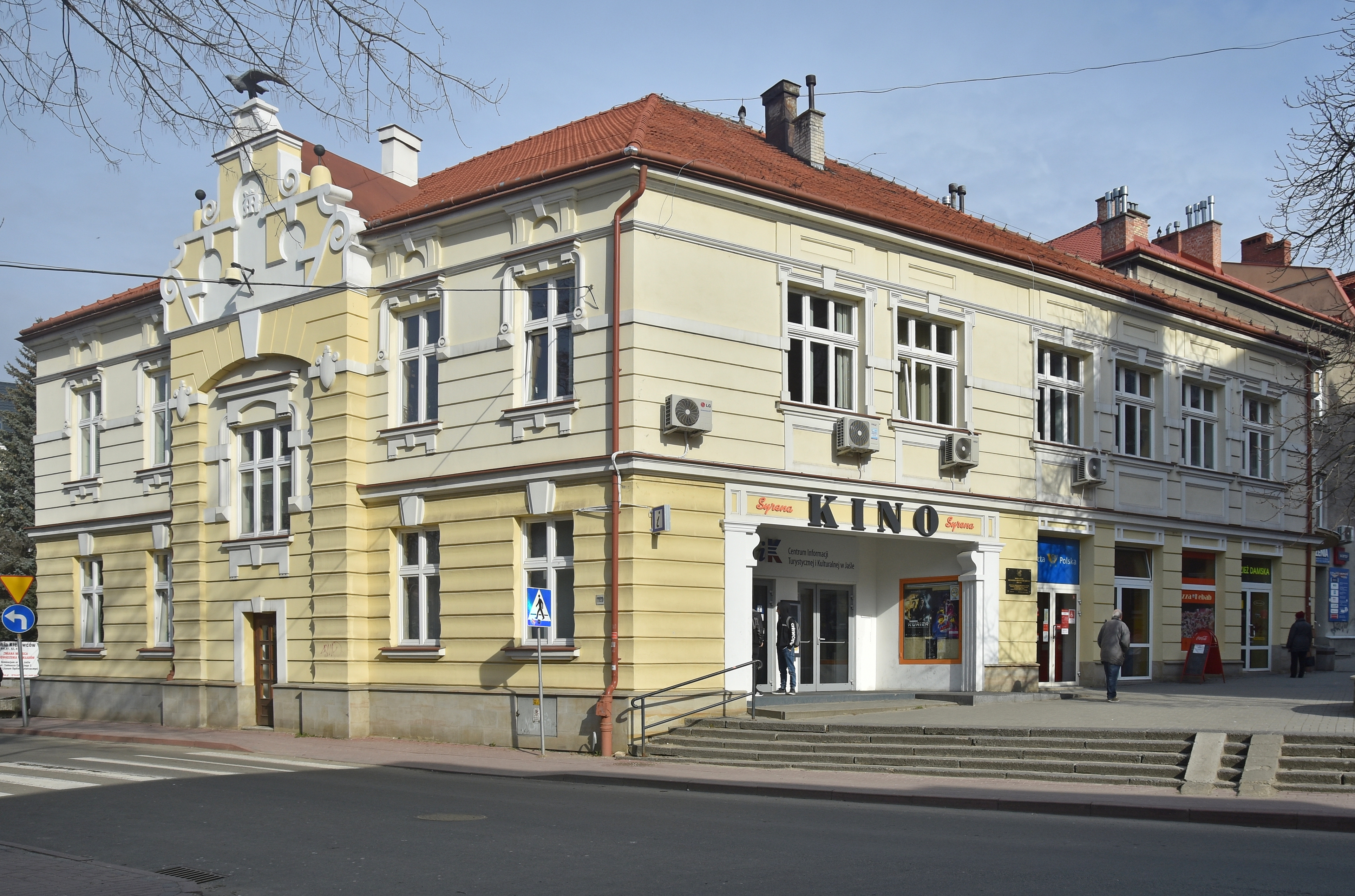
Kino Syrena

### Współcześnie
W 2009 roku, około 12 km na zachód od Jasła, w Trzcinicy, otwarto Skansen archeologiczny „Karpacka Troja”, oddział Muzeum Podkarpackiego w Krośnie. Jedna z największych atrakcji turystycznych w rejonie miasta. Jest to jedno z najważniejszych stanowisk archeologicznych w Polsce o wyjątkowym znaczeniu dla poznania pradziejów całej Europy środkowo-wschodniej.
4 czerwca 2010 roku Jasło nawiedziła powódź, która swoim zasięgiem objęła 1/3 miasta (głównie osiedla: Gądki, Rafineryjne i Mickiewicza). Ewakuowano ponad 1300 osób.
Jasło często nazywane jest „Stolicą Polskiego Wina”. Co roku w sierpniu organizowane są w Jaśle Międzynarodowe Dni wina.

## Zmiany granic
- 31 grudnia 1961 do Jasła włączono części wsi Brzyszczki, Gorajowice i Hankówka[20].
- 1 stycznia 1970 do Jasła włączono Niegłowice, Sobniów i Żółków[21].
- 1 stycznia 1973 do Jasła włączono Gądki, Hankówkę i Kowalowy oraz kolejne części Niegłowic, Sobniowa i Żółkowa[22].
- 2 lutego 1977 do Jasła włączono Bryły, Brzyszczki, Gliniczek, Kaczorowy, Krajowice i Warzyce oraz części wsi Gorajowice, Kowalowy i Opacie[23].

## Ludność

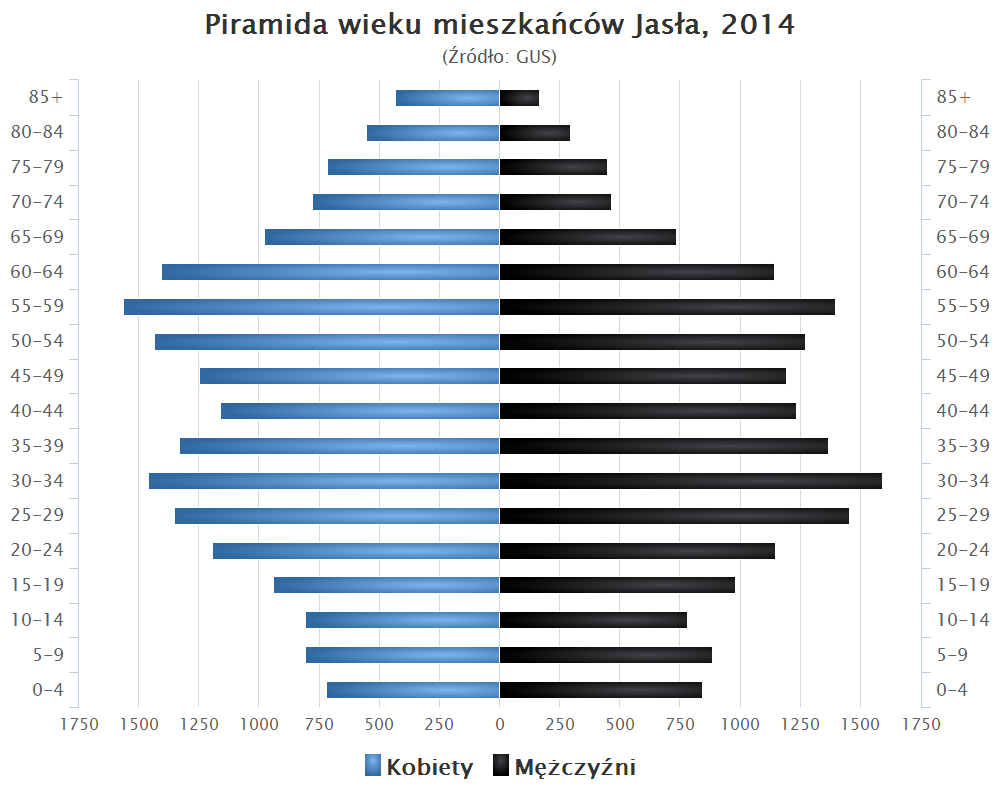
Piramida wieku mieszkańców Jasła w 2014 roku

Dane z 24 lipca 2014:
| Opis                              | Ogółem | Ogółem | Kobiety | Kobiety | Mężczyźni | Mężczyźni |
| Jednostka                         | osób   | %      | osób    | %       | osób      | %         |
| Populacja                         | 36 286 | 100    | 18 869  | –       | 17 417    | –         |
| Gęstość zaludnienia [mieszk./km²] | 955    | 955    | 526     | 526     | 429       | 429       |

- Wykres liczby ludności miasta Jasła na przestrzeni lat[24][25]:

Według danych GUS największą populację Jasło odnotowało 30 czerwca 1998 - 39 091 mieszkańców.

## Architektura
| Rynek w Jaśle |

Zabytki chronione prawnie w Jaśle:
- kolegiata pw. Wniebowzięcia NMP – kościół farny najstarszy zabytkowy kościół w mieście z XV, XVIII, XIX wieku, a także dzwonnica kościelna z połowy XIV, XV wieku. Budynek z kamienia w stylu gotyckim, był wielokrotnie niszczony; numer rejestru: 109/ZN/56 z 19.12.1956,
- kościół pw. św. Stanisława Biskupa wybudowany w latach 1892–1893. Wcześniej stanowił kaplicę gimnazjalną. Inicjatorami budowy byli: ówczesny dyrektor szkoły Klemens Sienkiewicz, jego żona Hermina oraz grono nauczycielskie[28]. W latach 70. w Jaśle wprowadzono nowy podział na parafie. Przekształcono kaplicę w nowy kościół (skrzyżowanie ulic Czackiego i Mickiewicza), stopniowo restaurowany od 2012 roku; numer rejestru: A-371/98 z 6.07.1998,
- cmentarz przy ul. Zielonej, założony w 1784 roku; numer rejestru: A-101 z 23.09.1986,
- dom przy ul. Kazimierza Wielkiego 1 z XIX w.; numer rejestru: A-380 z 3.09.1968,
- dom przy ul. 3 maja 23 z początku XX w.; numer rejestru: A-165 z 14.06.2006,
- Szkoła Wydziałowa Męska wraz z internatem z 1906 r. (ul. Sokoła 6), od roku 1906 do 1939 mieściła się tam Szkoła Wydziałowa Męska, 1945–1962 najpierw gimnazjum, a potem przekształcone z niego I Liceum Ogólnokształcące im. Króla Stanisława Leszczyńskiego, od 1962-Liceum Ekonomiczne, Szkoła Handlowa, obecnie dodatkowo Filia Akademii Ekonomicznej w Krakowie, IV Liceum Ogólnokształcące i inne instytucje; numer rejestru: A-113 z 6.10.1987,
- dom z oficyną przy Rynku 14 z 2. połowy XVIII; numer rejestru: A-35 z 26.06.2001,
- dom przy ul. Staszica 8 z końca XIX w.; numer rejestru: A-260 z 14.02.1992,
- dom przy ul. Staszica 12 z XIX w.; numer rejestru: A-126 z 1.11.1988,
- zespół pałacowy z 2. połowy XIX, obejmujący neogotycki pałac Sroczyńskich z 1858 oraz zabytkowy park; mieści się w dzielnicy Jasło-Gorajowice i jest siedzibą Zespołu Szkół Medycznych; numer rejestru: A-348 z 3.09.1968,
- zespół dworski obejmujący dwór wybudowany w latach 1730–1732 następnie przebudowany w 2. połowie XIX w. oraz park z przełomu XVIII/XIX, mieści się w dzielnicy Jasło-Niegłowice, przy ul. Gajowej; numer rejestru: A-120 z 10.08.1988.

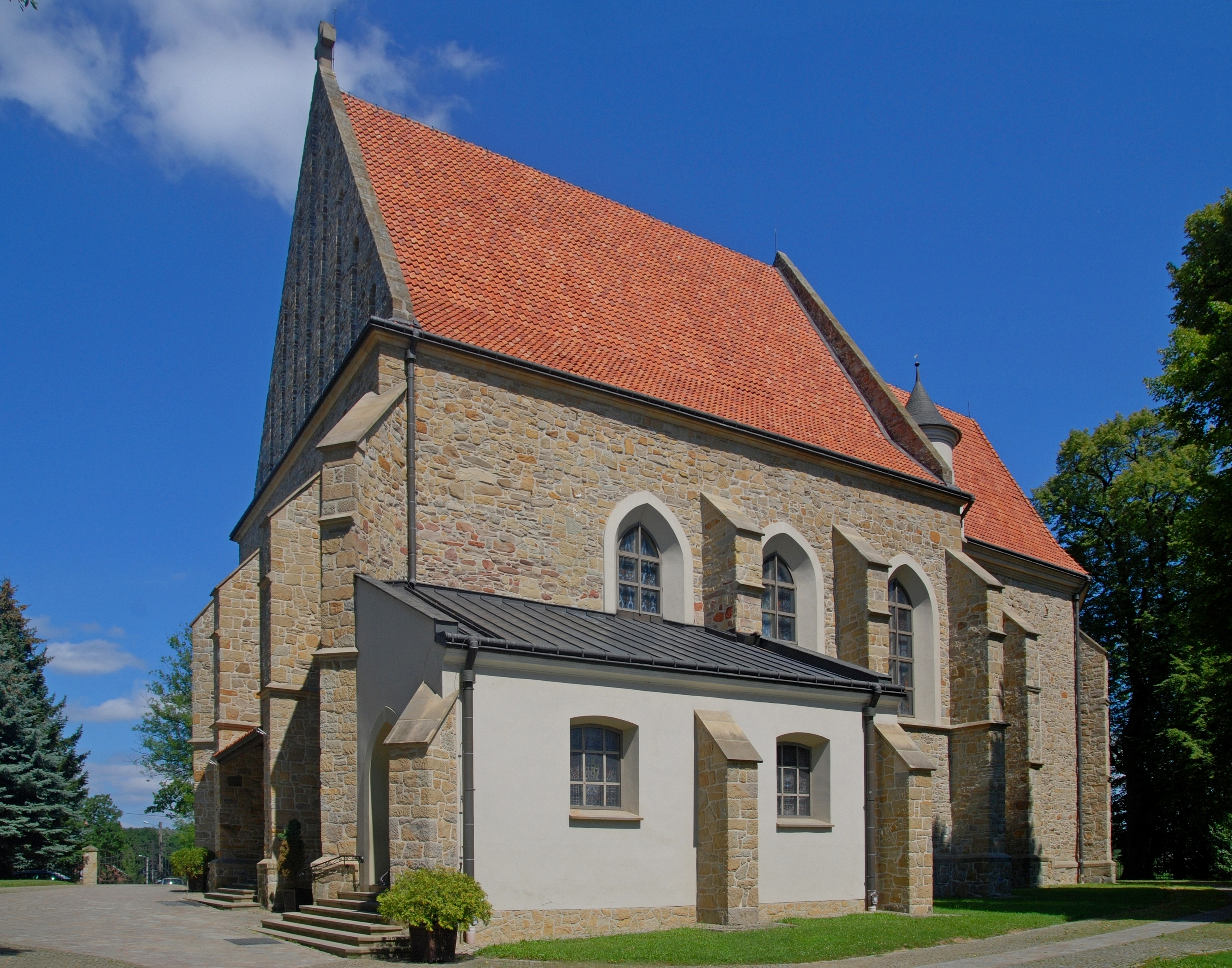
Kolegiata Wniebowzięcia Najświętszej Maryi Panny
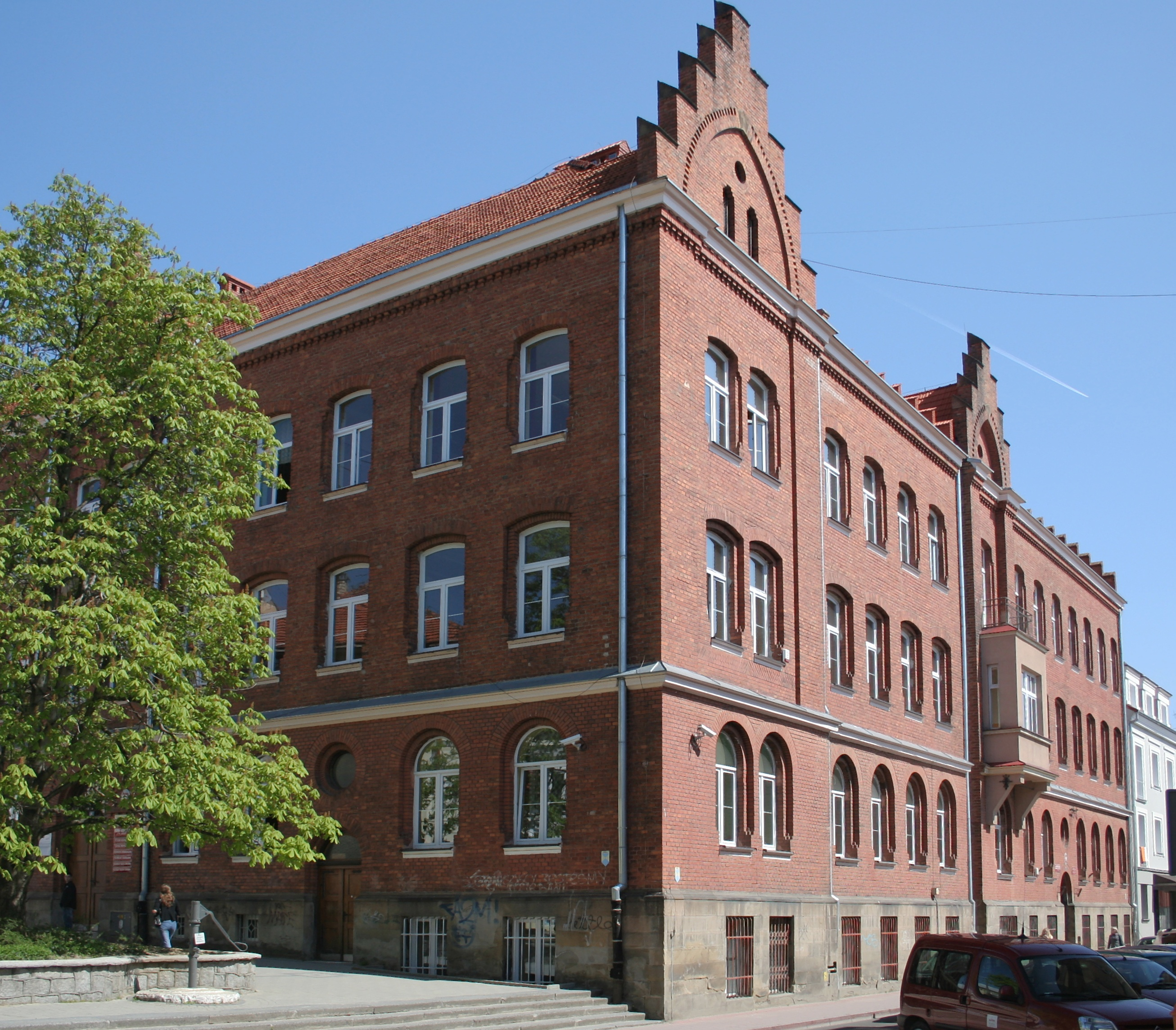
Technikum Ekonomiczne, dawna Szkoła Wydziałowa Męska
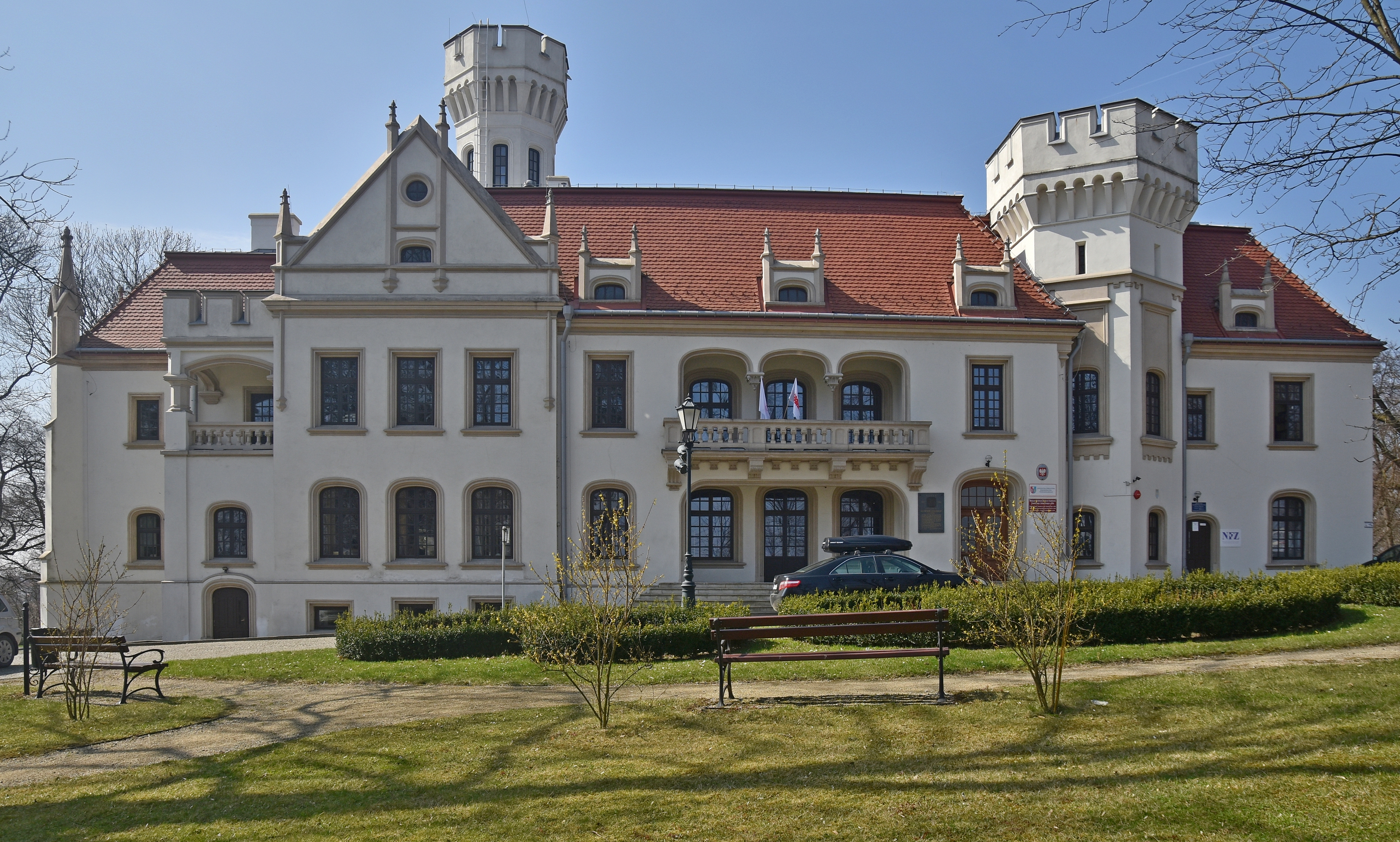
Pałac Sroczyńskich, obecnie Zespół Szkół Medycznych

Obiekty historyczne:
- figura św. Jana Nepomucena z 1770 na środku rynku;
- dzwon „Urban” przy kościele farnym z 1613[29];
- kaplica cmentarna z lat 1859–1872 w stylu romańskim;
- fragmenty murów miejskich znajdujące się przy placu Bartłomieja z Jasła obok ZUS-u;
- współczesny kościół wizytek na miejscu kościoła zburzonego przez hitlerowców na wzgórzu zwanym Górką Klasztorną (nazwa ta początkowo potoczna pojawiła się po przybyciu do Jasła sióstr wizytek w 1903 roku, obecnie jest używana również w materiałach urzędu miejskiego[30]), lub też Miejską Górą;
- obelisk wzniesiony w 500. rocznicę zwycięstwa grunwaldzkiego na tymże wzgórzu;
- park miejski założony przez nauczyciela Teodora Bernardzikiewicza; znajduje się tam pomnik Tadeusza Kościuszki z 1879, grób nieznanego żołnierza z 1894, oraz altanka z maszkaronem zbudowana z okazji odwiedzin miasta przez cesarza Franciszka Józefa w 1900 roku;
- kamienice w Rynku, najstarsza pod nr 14 z piwnicami na wino z XVIII w.;
- Muzeum Regionalne w Jaśle przy ul. Kadyiego 11 w domu darowanym przez lekarza okulistę dr. Stanisława Kadyiego;
- budynek poklasztorny Franciszkanów przy ul. Mickiewicza 4, do roku 1965 pełniący tymczasowo funkcję kościoła, obecnie mieści poradnię rejonową. Podczas remontu w 2006 roku odkryto i odrestaurowano zabytkowe malowidło przedstawiające Matkę Boską;
- kościół Franciszkanów pw. św. Antoniego Padewskiego – w okresie międzywojennym świątynia pod tym wezwaniem znajdowała się przy ul. Mickiewicza. Po jej zniszczeniu w czasie II wojny światowej, zakonnicy zrezygnowali z odbudowy ruin i rozpoczęli przygotowania do budowy w nowym miejscu na rogu ulic 3 maja i Chopina. Do roku 1965 tymczasowo funkcje kościoła spełniał budynek klasztorny przy ul. Mickiewicza 4, obecnie znajduje się w nim poradnia rejonowa. W 1965 oddano do użytku największy w Jaśle kościół. Na froncie wykonano płaskorzeźby świętych zasłużonych dla Kościoła. Jeszcze przed beatyfikacją znalazła się tam figura o. Maksymiliana Kolbego. Mieści się w nim sanktuarium patrona Jasła, św. Antoniego Padewskiego.

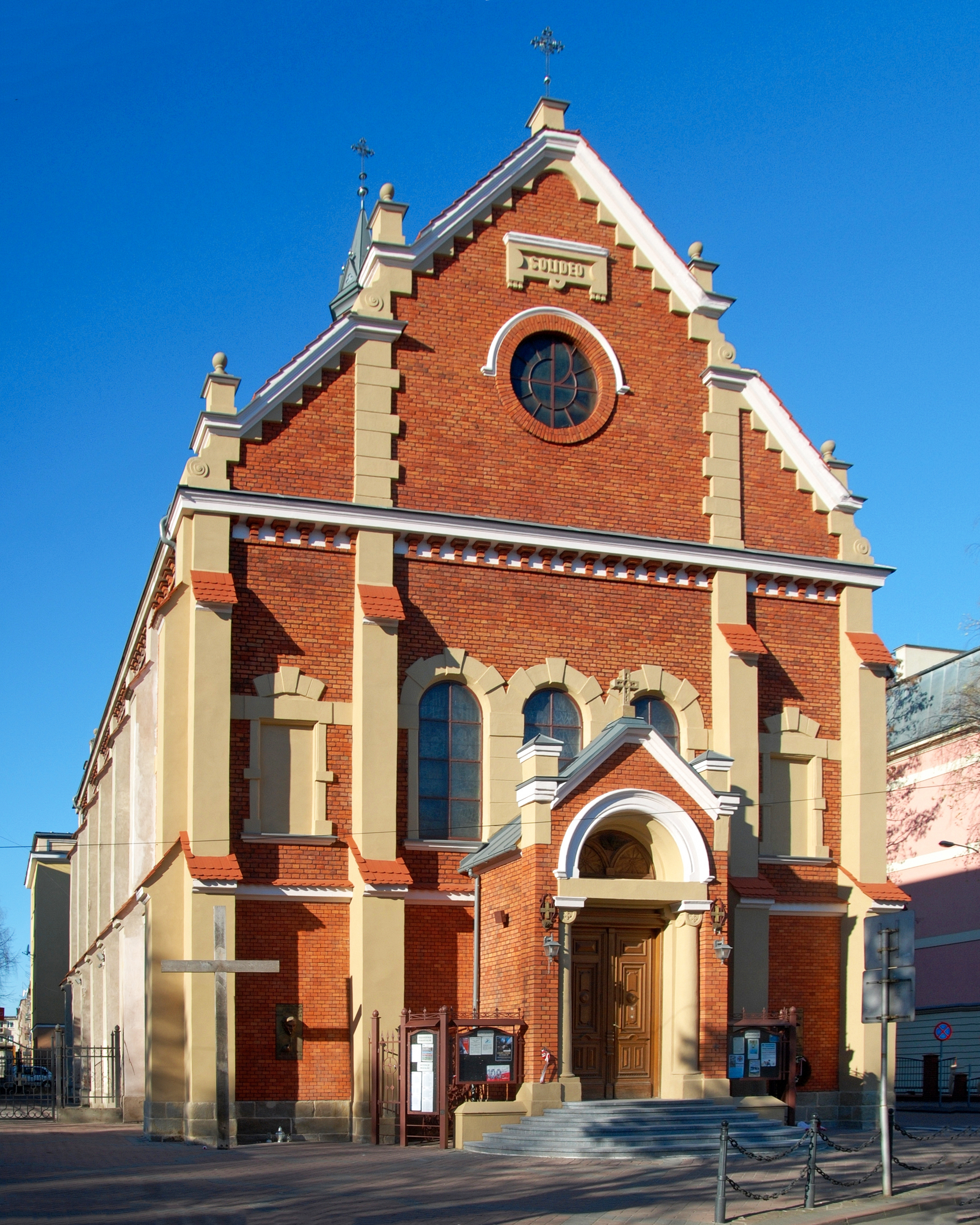
Kościół św. Stanisława
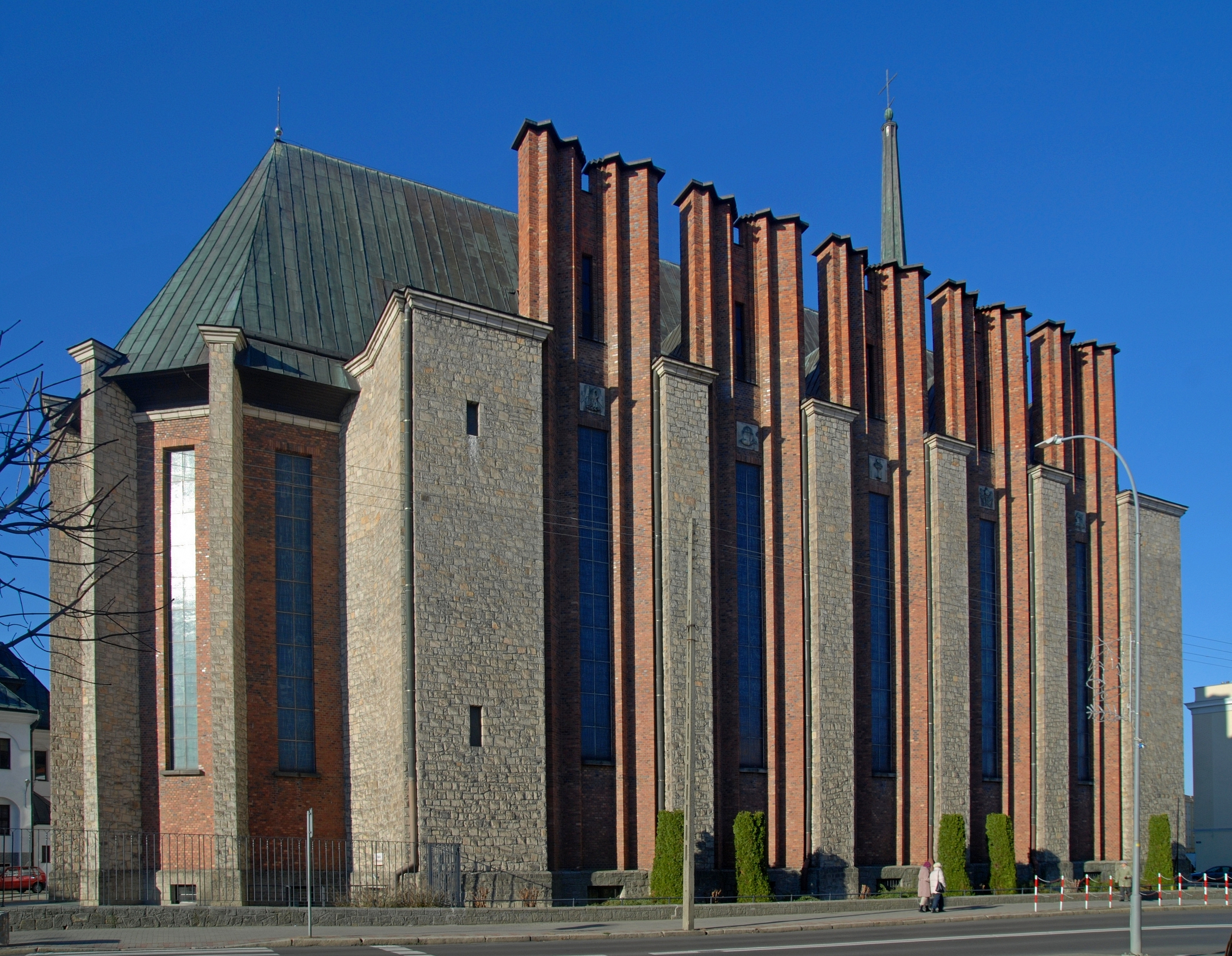
Kościół św. Antoniego Padewskiego
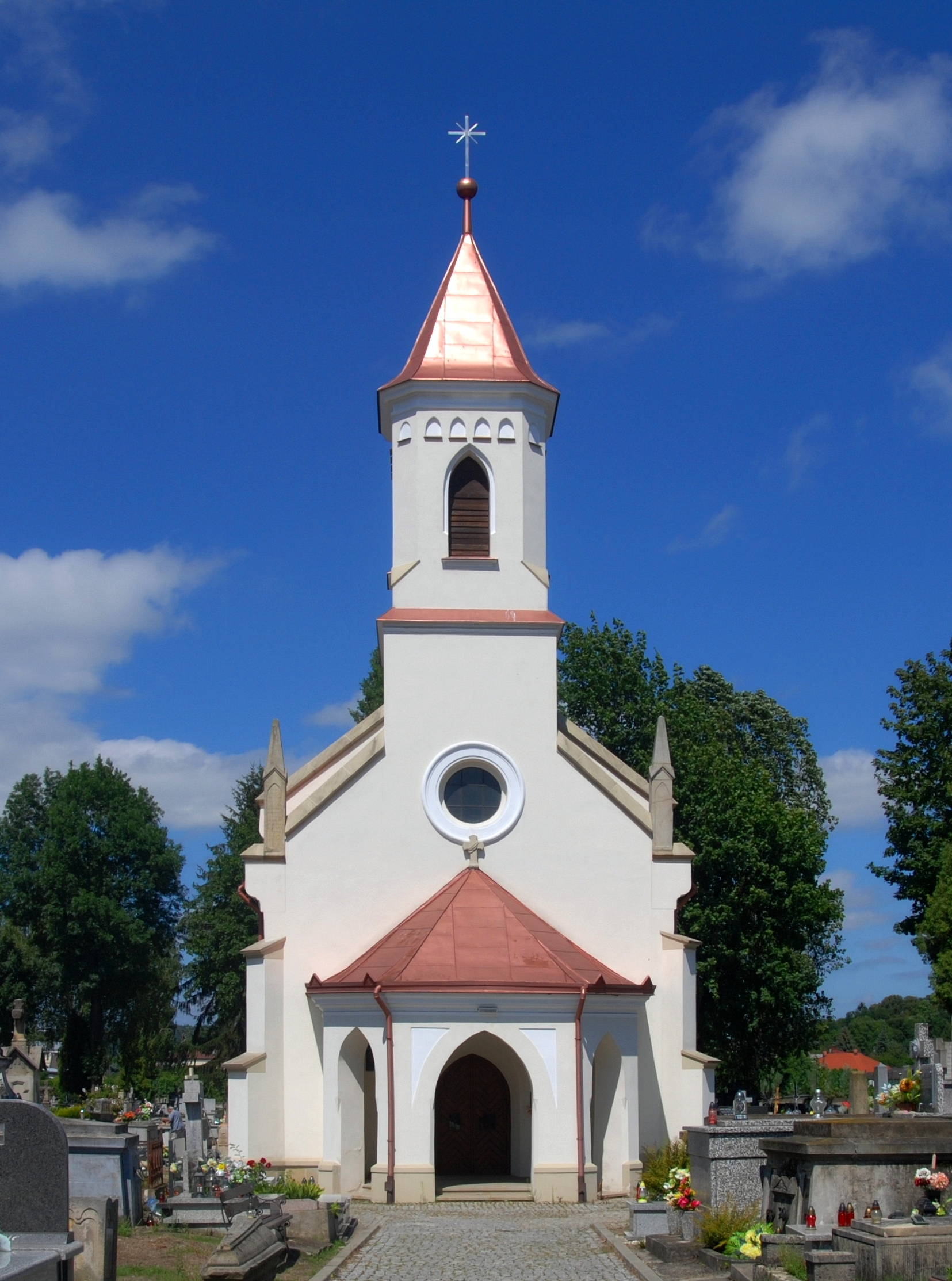
Stary cmentarz, kaplica cmentarna

## Transport
Przez Jasło przebiegają dwie drogi krajowe: 28 i 73 oraz droga wojewódzka: 992
- 28 Zator – Wadowice – Nowy Sącz – Gorlice – Biecz – Jasło (obwodnica miasta) – Krosno – Sanok – Medyka.
- 73 Jasło – Pilzno – Tarnów – Dąbrowa Tarnowska – Kielce – Wiśniówka
- 992 Jasło- Nowy Żmigród – Granica Państwa

Stacja kolejowa w Jaśle jest głównym węzłem kolejowym na południu województwa podkarpackiego. Ze stacji wychodzą linie: nr 106 w stronę Rzeszowa i nr 108 do Stróż i Zagórza. W Jaśle znajdują się też przystanki kolejowe: Jasło Fabryczna i Jasło Niegłowice.
W mieście działa Przedsiębiorstwo Komunikacji Samochodowej oraz Zakład Miejskiej Komunikacji Samochodowej. ZMKS Jasło obsługuje 14 linii miejskich oraz 26 pozamiejskich.
W 2013 powstało w mieście wielofunkcyjne lądowisko Ikar Jasło. Dysponuje trawiastą drogą startową o długości 400 m. Lądowisko należy do Jasielskiego Stowarzyszenia Lotniczego „Ikar”.
Najbliższe lotnisko obsługujące linie pasażerskie znajduje się w Jasionce. Posiada drugi co do długości pas startowy w Polsce.

## Kultura

### Muzea
- Muzeum Regionalne w Jaśle
- Muzeum Lizaka w Jaśle

## Oświata
W Jaśle znajduje się kilkanaście placówek edukacyjnych oferujących naukę osobom o różnym poziomie wykształcenia: cztery szkoły podstawowe, gimnazjum oraz pięć zespołów szkół miejskich (szkoła podstawowa oraz gimnazjum w jednym budynku). Oprócz tego na terenie Jasła znajdują się także: trzy licea ogólnokształcące oraz pięć zespołów szkół ponadgimnazjalnych. W mieście znajdują się także trzy placówki szkół wyższych.

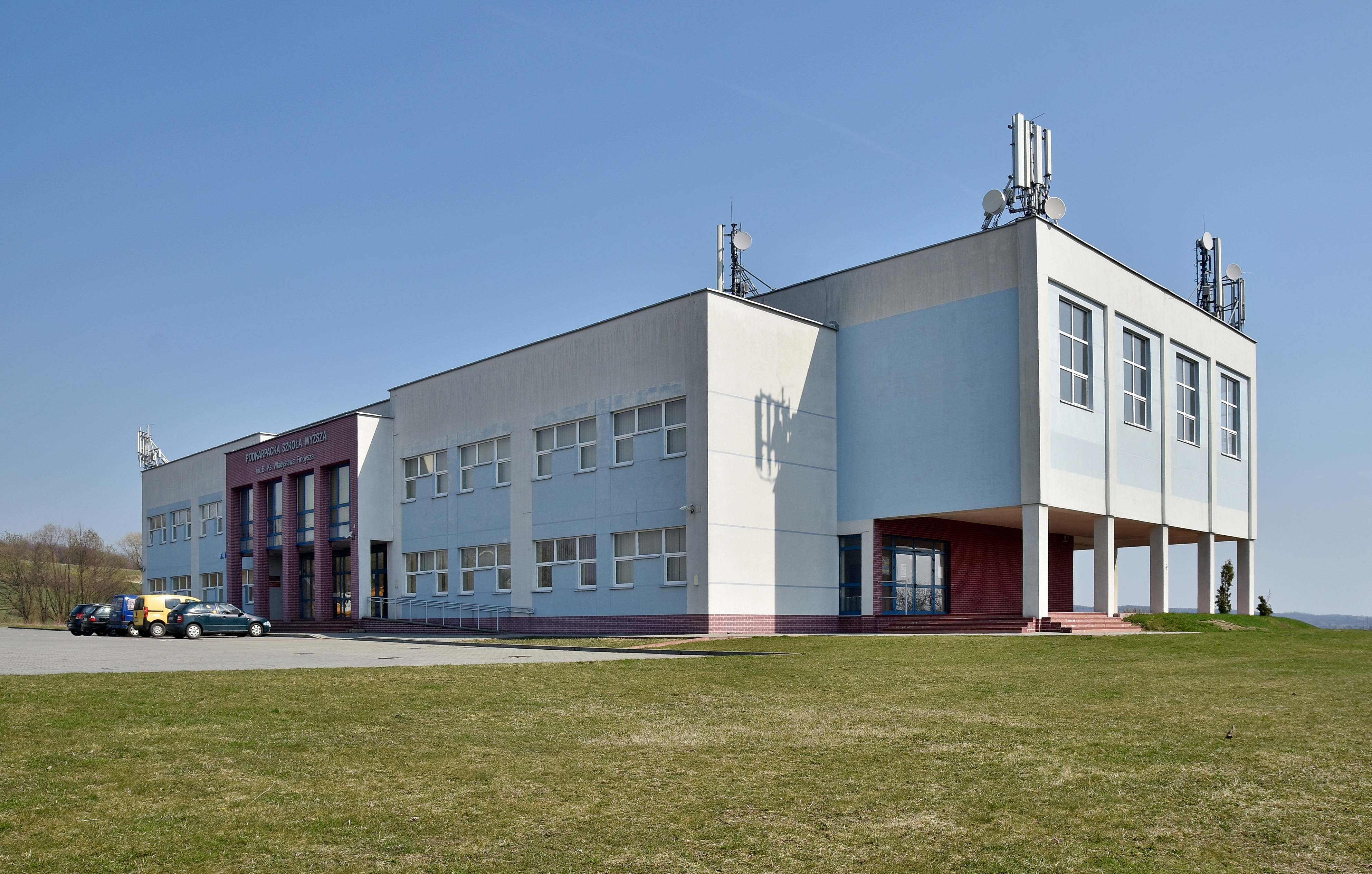
Podkarpacka Szkoła Wyższa
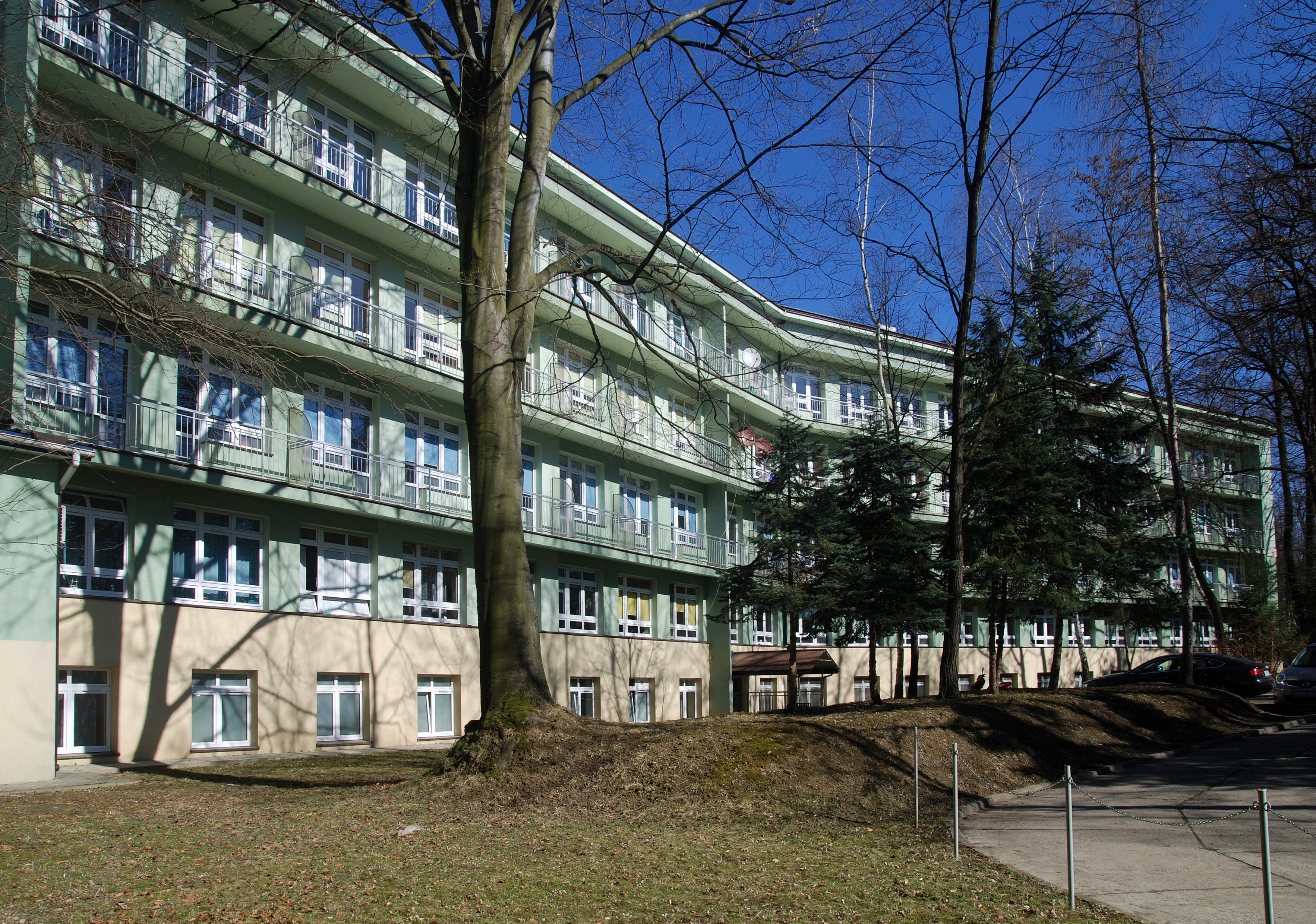
Szpital Specjalistyczny
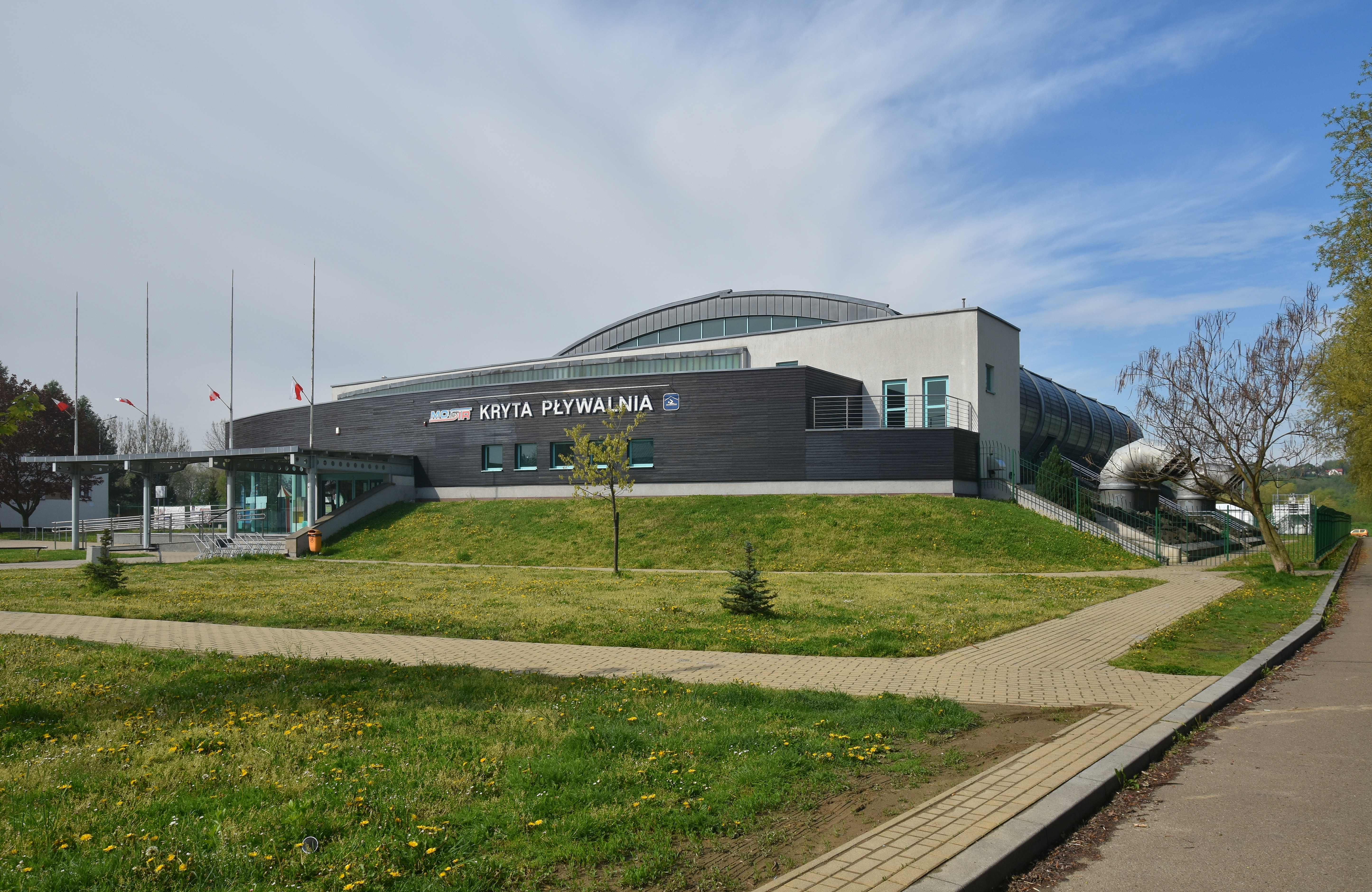
Kryta pływalnia

## Administracja
Władze miasta: Adam Kostrząb - Burmistrz Miasta Jasła, Przemysław Baciak - Zastępca Burmistrza, Paweł Rzońca - Sekretarz Miasta, Jacek Borkowski - Skarbnik Miasta Jasła. Przewodniczącym Rady Miejskiej Jasła jest Marcin Węgrzyn.

## Opieka zdrowotna

### Lecznictwo szpitalne
W 2016 r. został przygotowany przetarg na rozbudowę Szpitala Specjalistycznego w Jaśle. Pierwszy etap rozbudowy będzie zakładał budowę nowego skrzydła budynku, w którym znajdzie się nowy trakt operacyjny, centralna sterylizatornia oraz dwa nowe oddziały szpitalne. W maju 2017 r. ze względu na brak środków poinformowano opinię publiczną o rezygnacji z inwestycji. Miała to być najdroższa inwestycja w historii powiatu jasielskiego.
18 października 2017 roku w Starostwie Powiatowym w Jaśle podpisano umowę na dofinansowanie ze środków Regionalnego Programu Operacyjnego Województwa Podkarpackiego na lata 2014–2020 projektu pod nazwą „Rozbudowa i doposażenie Bloku Operacyjnego oraz Centralnej Sterylizacji Szpitala Specjalistycznego w Jaśle wraz z niezbędną infrastrukturą na rzecz zapewnienia kompleksowej opieki zdrowotnej”. 29 listopada 2017 roku w Starostwie Powiatowym w Jaśle zawarto umowę między inwestorem – Szpitalem Specjalistycznym w Jaśle a wykonawcą – Erbud S.A. z siedzibą w Warszawie na wykonanie prac budowlanych w ramach projektu pod nazwą „Rozbudowa i doposażenie Bloku Operacyjnego oraz Centralnej Sterylizacji Szpitala Specjalistycznego w Jaśle wraz z niezbędną infrastrukturą na rzecz zapewnienia kompleksowej opieki zdrowotnej”.
21 grudnia 2017 roku Rada Powiatu w Jaśle uchwaliła nowy statut szpitala.

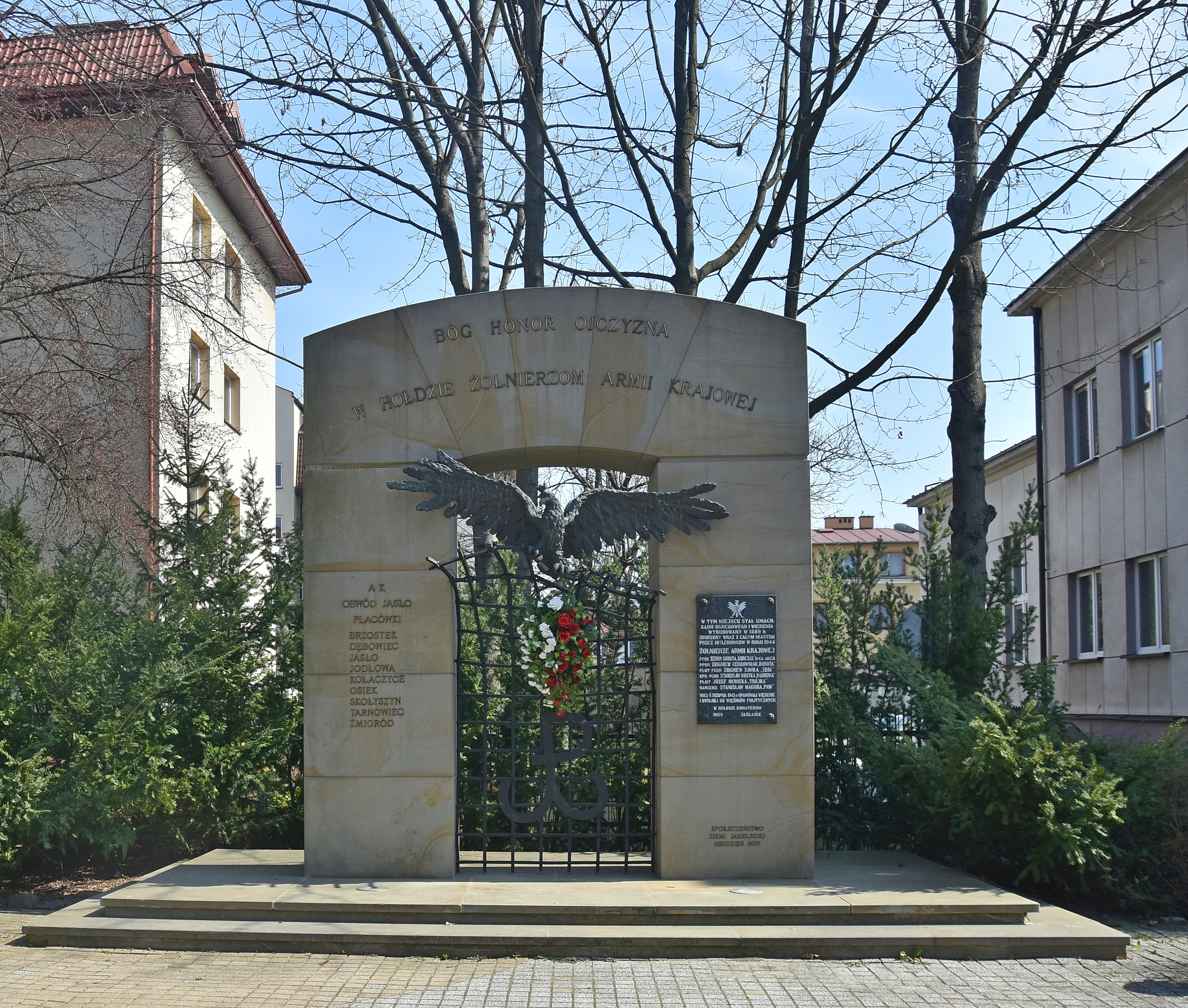
Pomnik AK
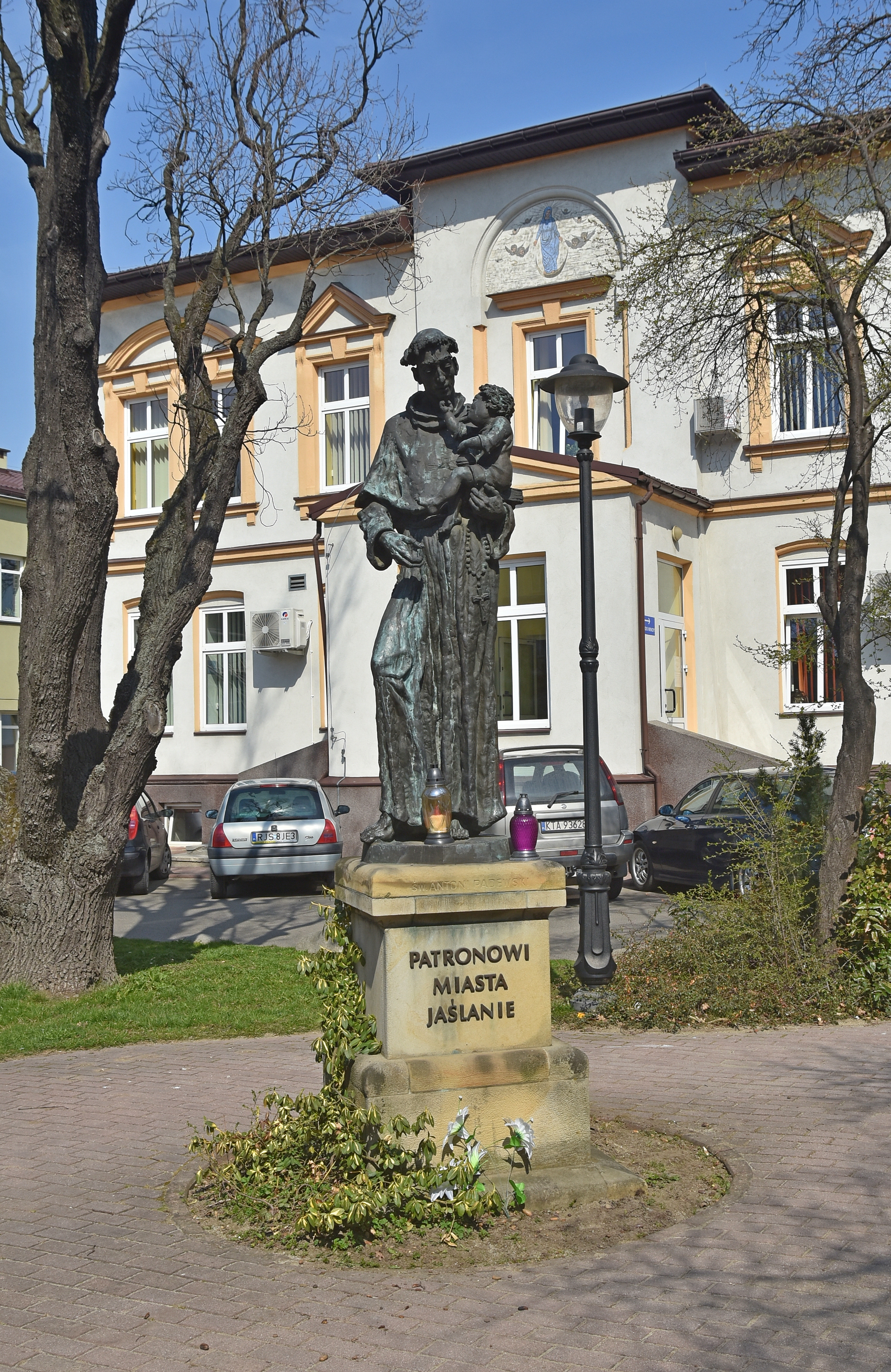
Pomnik św. Antoniego, patrona miasta
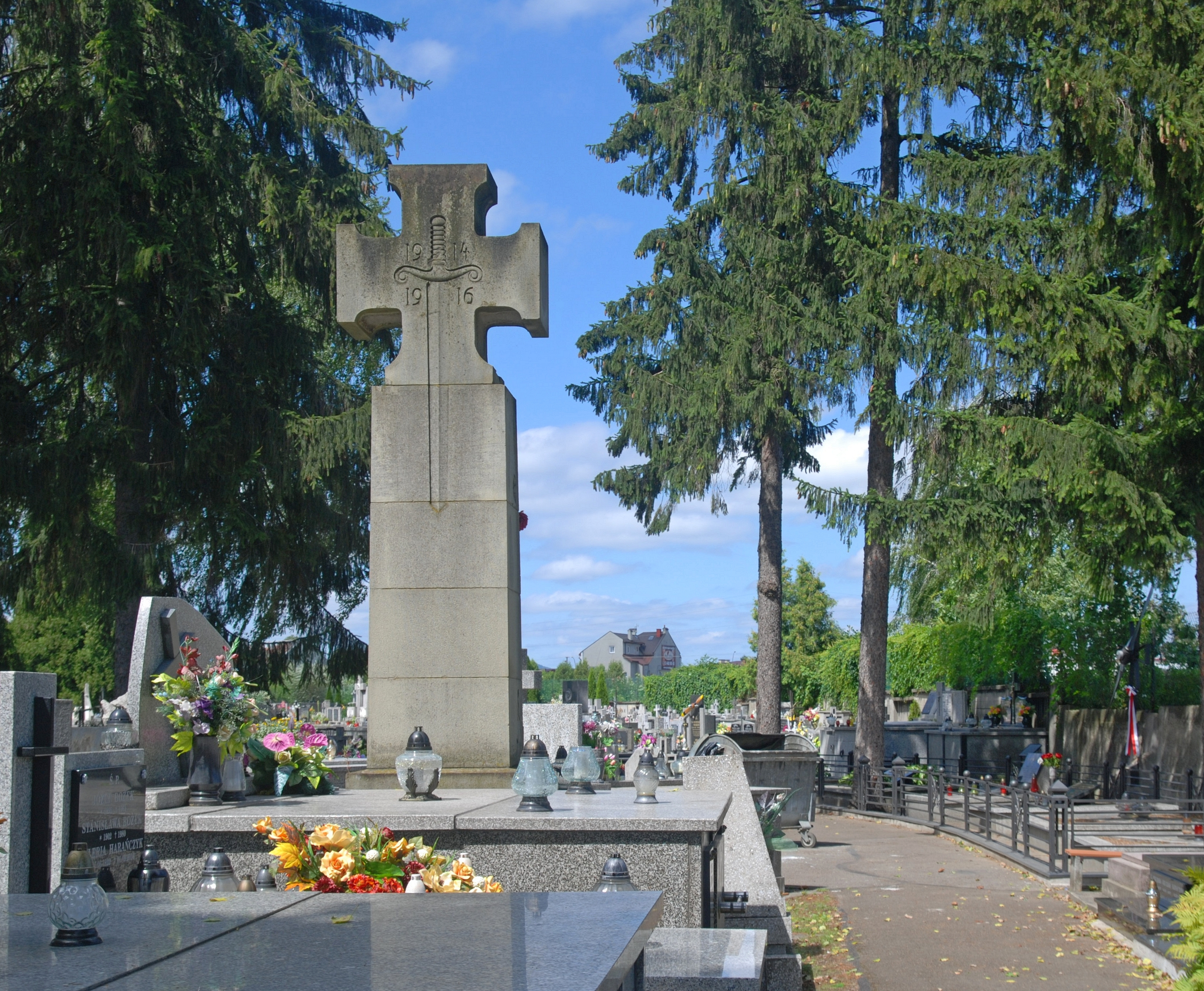
Cmentarz wojenny nr 23

## Wspólnoty wyznaniowe

### Kościół katolicki
Jasło należy do diecezji rzeszowskiej. Na terenie miasta jest 9 parafii, które należą do dwóch dekanatów: Jasło – Zachód oraz Wschód. Taki podział funkcjonuje od lat 70. XX wieku. W parafii Wniebowzięcia NMP przy ulicy Floriańskiej znajduje się dom zakonny sióstr michalitek, którego wspólnota liczy 6 sióstr. Na terenie parafii św. Antoniego Padewskiego przy ul. Szkolnej posługują siostry michalitki, które prowadzą tam przedszkole i żłobek. Natomiast w parafii Najświętszego Serca Pana Jezusa i Niepokalanego Serca NMP przy ul. Klasztornej znajduje się klauzurowy klasztor sióstr wizytek, którego wspólnota liczy 8 sióstr.
- Parafia Dobrego Pasterza w Jaśle,
- Parafia Matki Bożej Częstochowskiej w Jaśle,
- Parafia Matki Bożej Królowej Świata w Jaśle,
- Parafia Wniebowzięcia Najświętszej Maryi Panny w Jaśle,
- Parafia Świętego Antoniego Padewskiego w Jaśle,
- Parafia św. Stanisława w Jaśle,
- Parafia Miłosierdzia Bożego w Jaśle,
- Parafia Chrystusa Króla w Jaśle,
- Parafia Najświętszego Serca Pana Jezusa i Niepokalanego Serca Najświętszej Maryi Panny w Jaśle,

### Kościół Zielonoświątkowy w RP
- zbór „Arka”, mieszczący się przy ulicy Chopina 18[36]

### Świadkowie Jehowy
- zbór Jasło (Sala Królestwa: Korczyna)[37][38]

### Świecki Ruch Misyjny „Epifania”
- zbór (ul. Krasińskiego)[39].

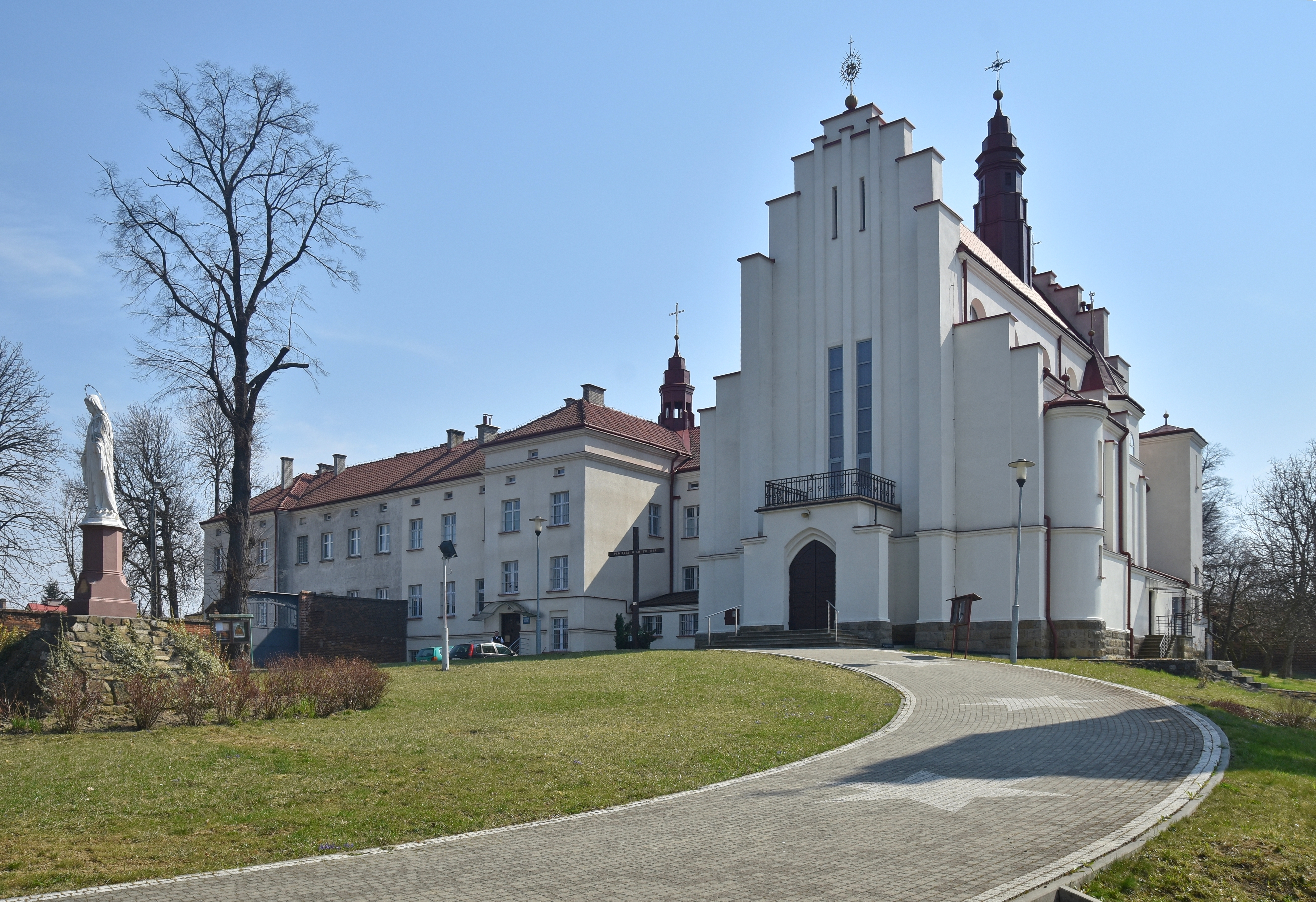
Kościół i klasztor Sióstr Wizytek
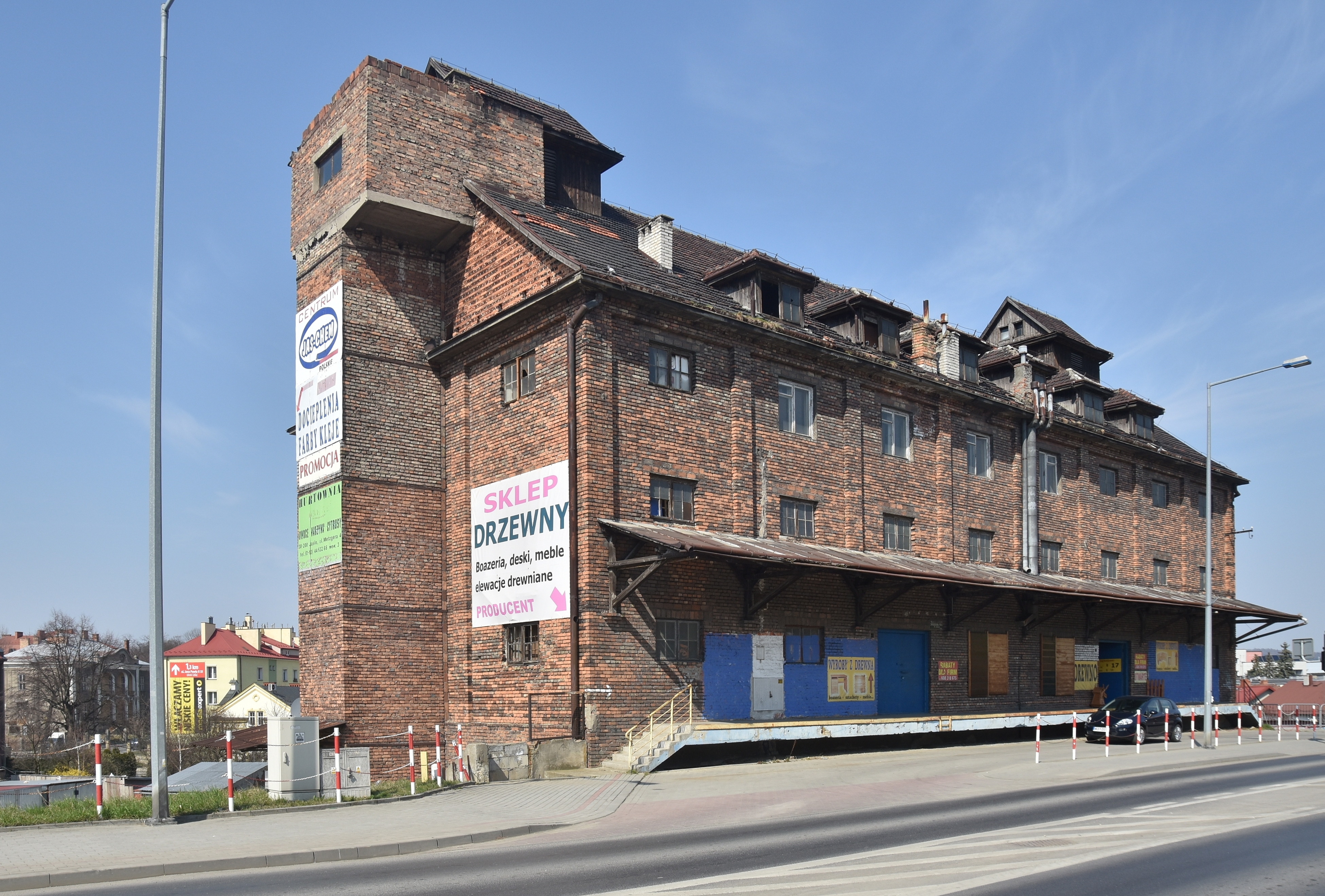
Dawny spichlerz
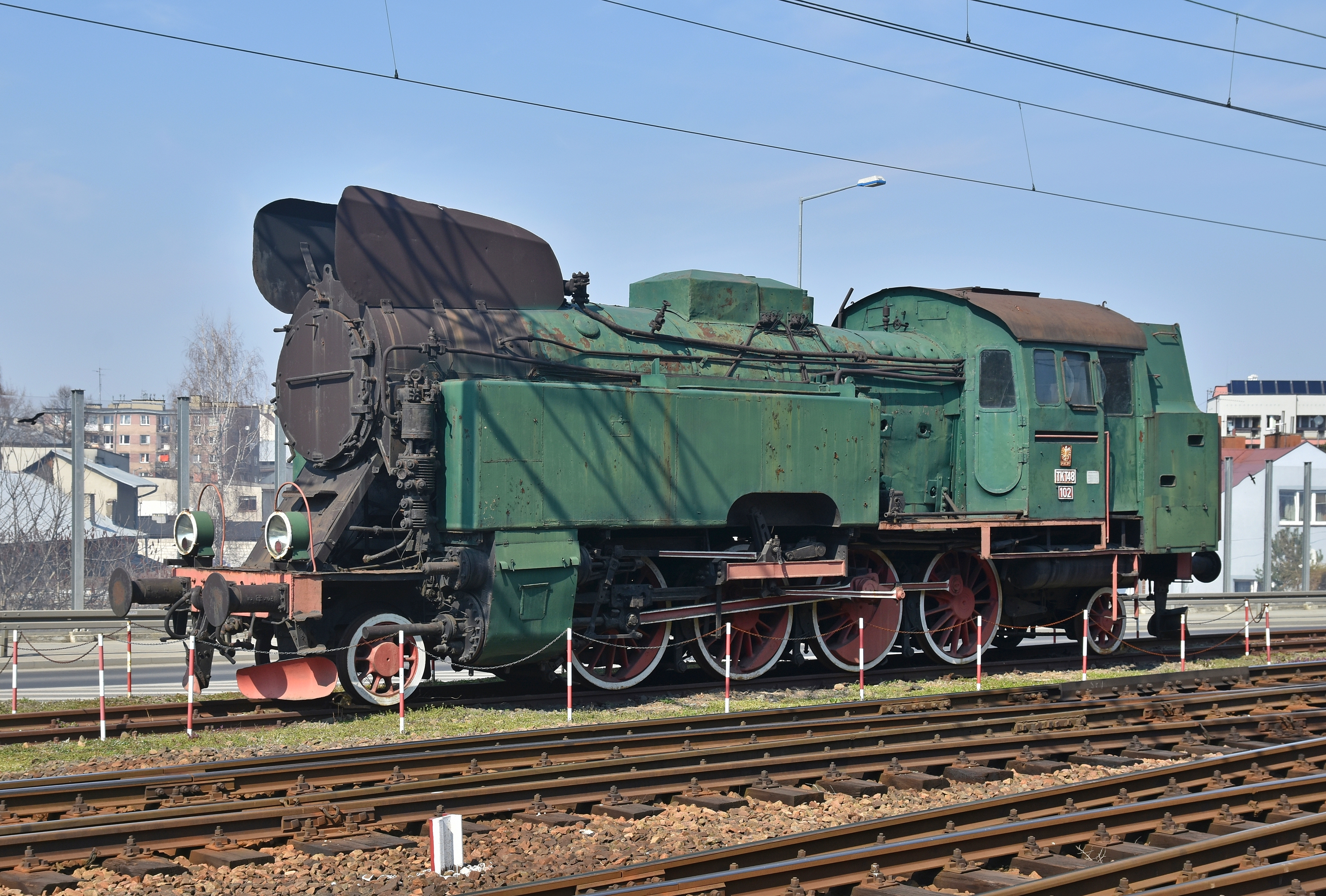
Stacja PKP, lokomotywa parowa TKt48-102

## Honorowi obywatele Jasła
- Roman Gabryszewski
- Władysław Michałowski[40]
- Michał Zachariasz (1903)[41]
- Kazimierz Badeni[42]
- Jan Stella-Sawicki
- Mieczysław Wieliczko (2009)
- Stanisław Zając
- Zbigniew Skrudlik
- Stanisław Zubel[43]
- Roksana Węgiel
- Florian Ziemiałkowski (1817–1900), polski działacz niepodległościowy, austriacki minister dla Galicji 1873–1888,
- Jan Paweł II

## Współpraca zagraniczna
Jasło prowadzi współpracę z miastami z innych państw:
| Miasta partnerskie - Makó - Trebišov - Vranov nad Topľou - Truskawiec - Sambor - Camposampiero - Praga 10 (dzielnica) - Hodonín - Kikinda - Székelyudvarhely | Miasta zaprzyjaźnione - Bardejów - Humenné - Liptovský Mikuláš - Sambor - Odessa - Sárospatak |

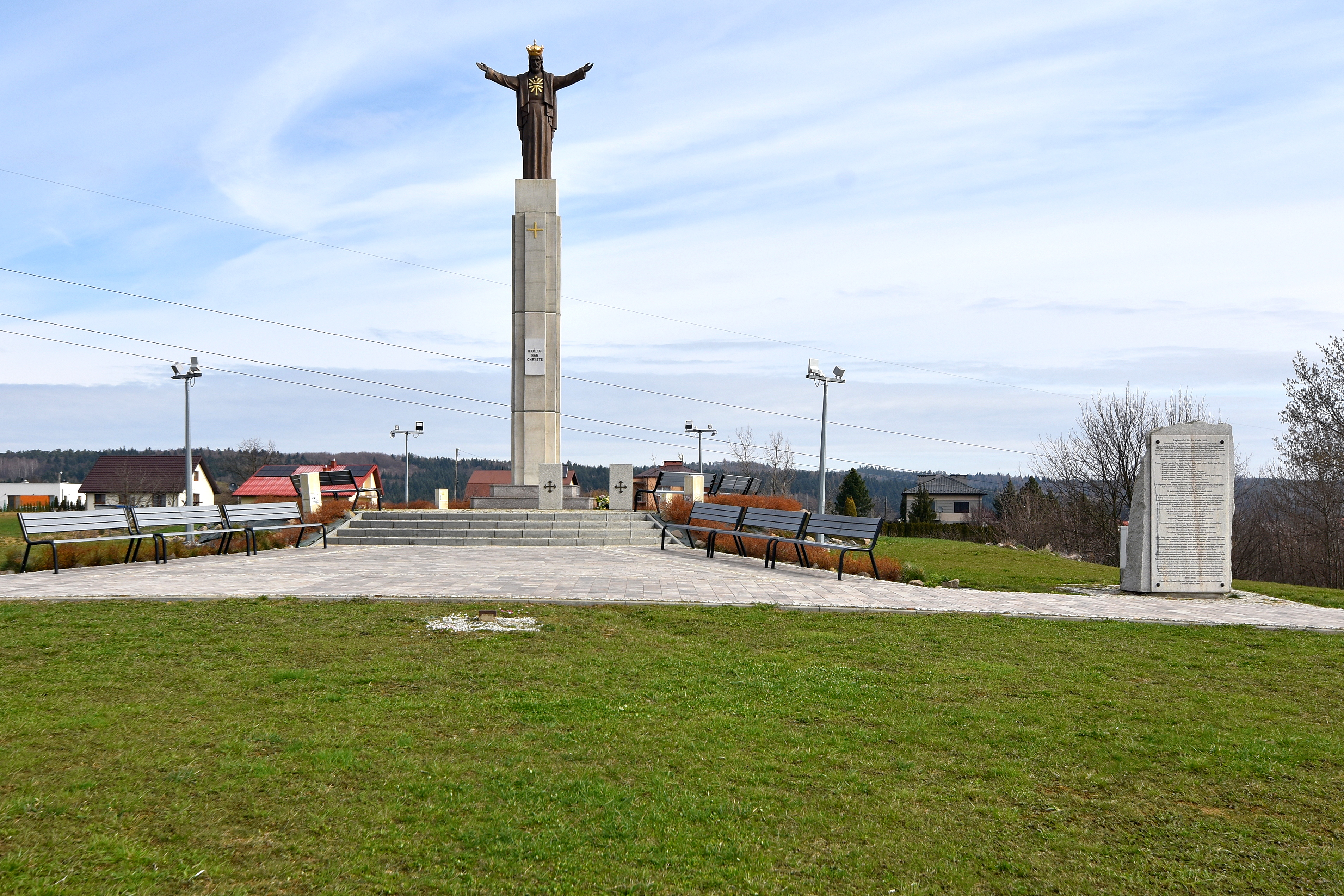
Pomnik Chrystusa Króla
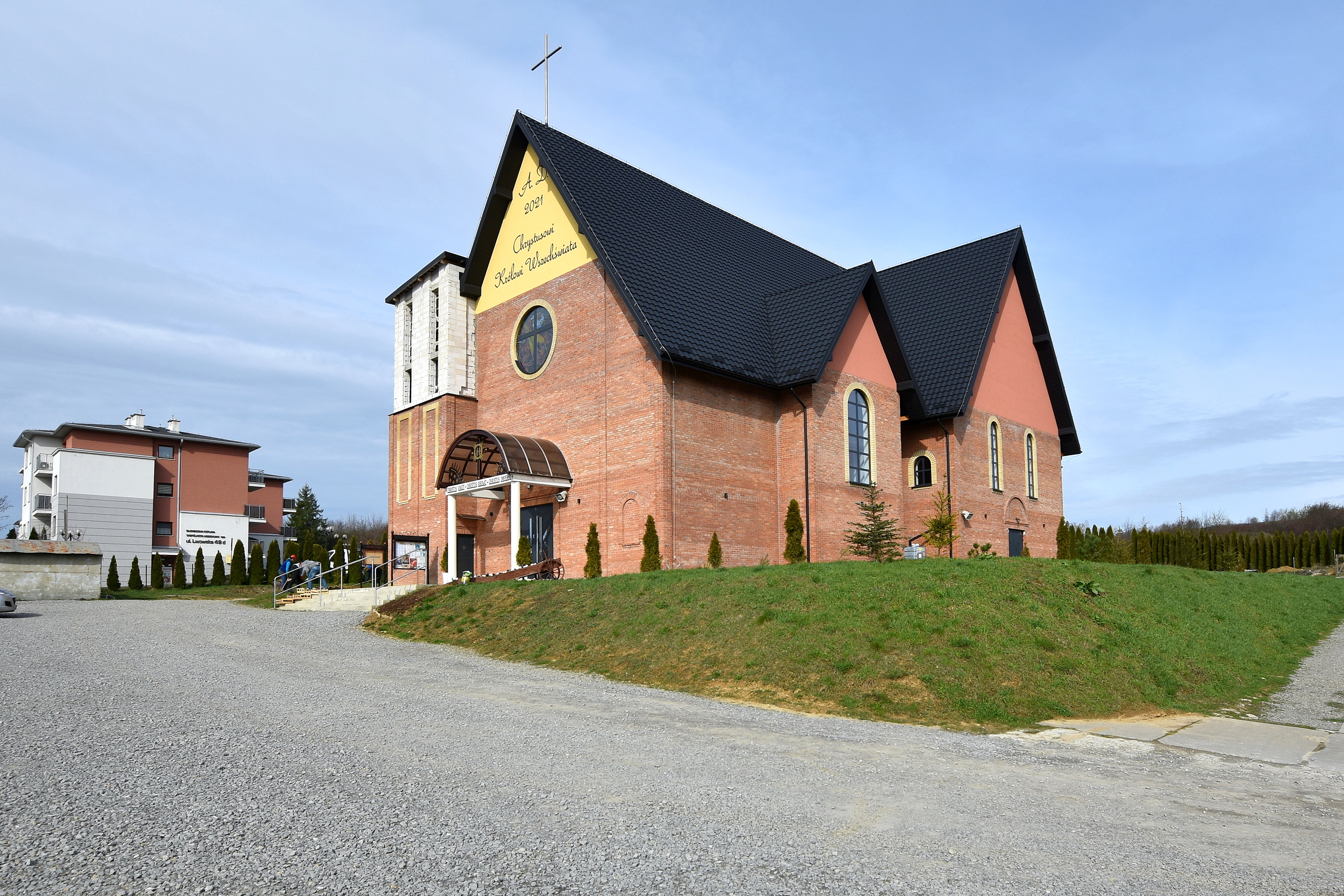
Kościół Chrystusa Króla
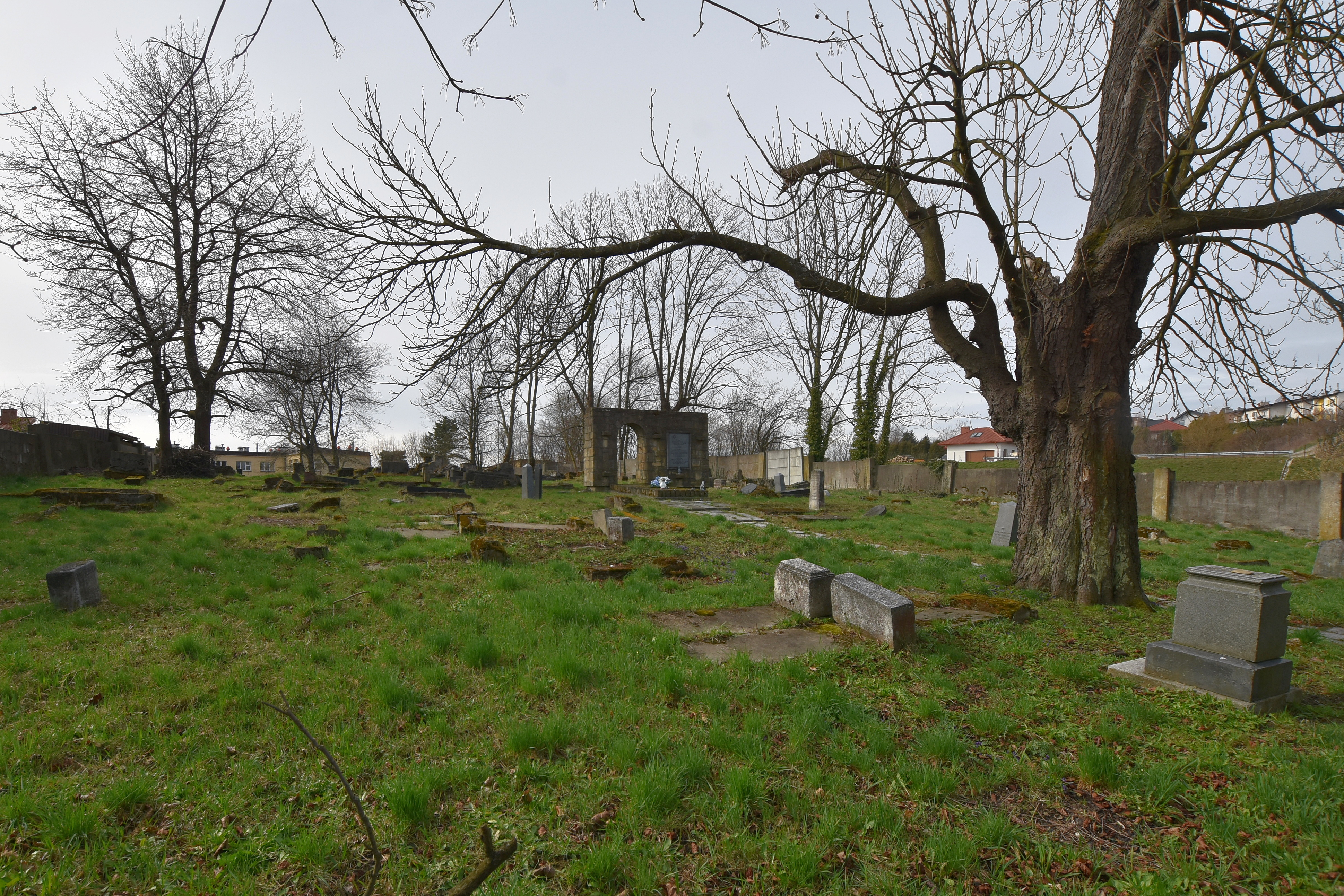
Kirkut

## Sąsiednie gminy
Brzyska, Jasło (gmina wiejska), Kołaczyce, Tarnowiec